# Histoire de la Grande Muraille

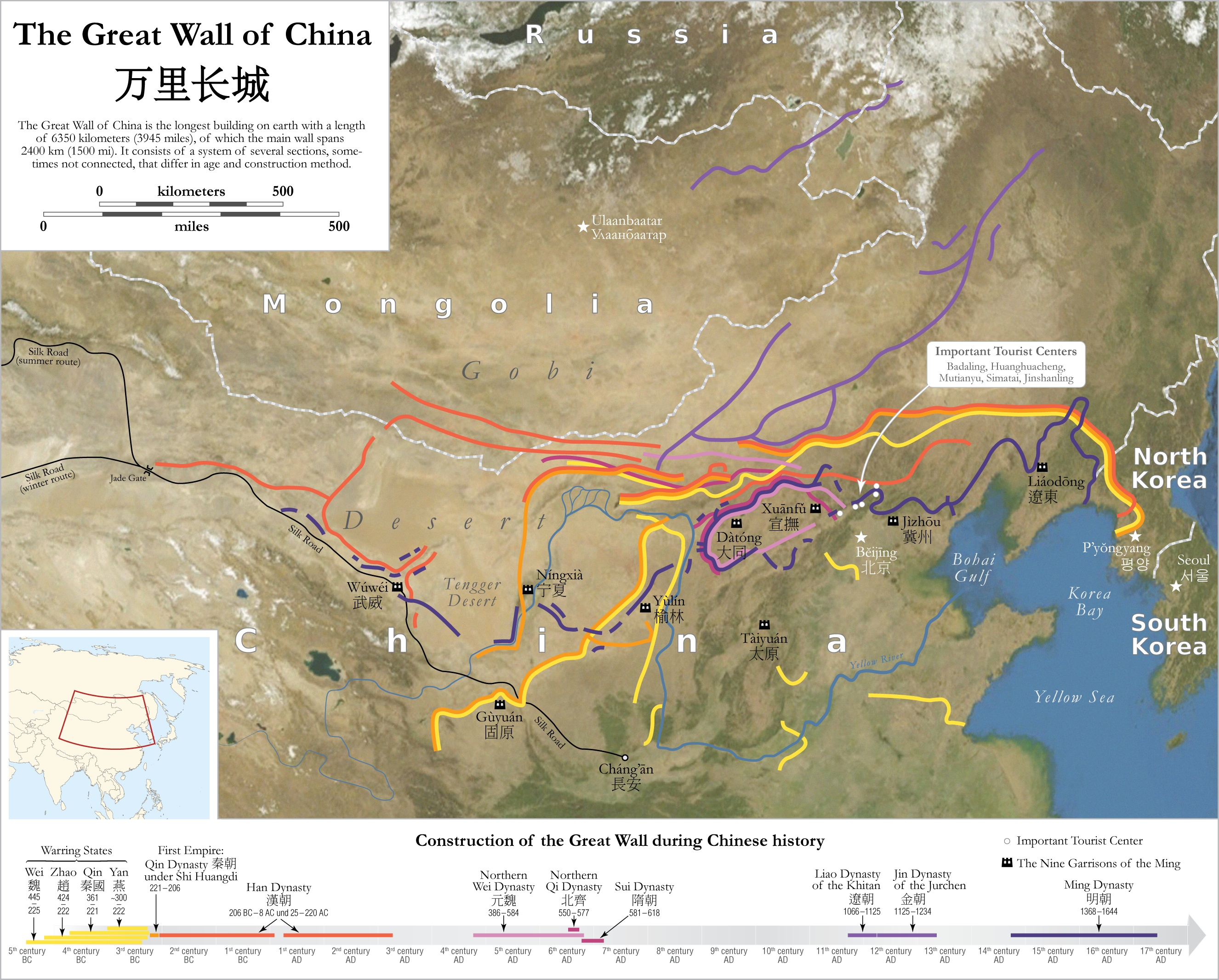
Les variations du tracé de la grande muraille au fil des dynasties

L'Histoire de la Grande Muraille de Chine commence lorsque des fortifications construites par divers États de la Période des Printemps et Automnes(771 - 476 av. J.-C.) et de la Période des Royaumes combattants (475 - 221 av. J.-C.) sont reliées entre elles sur ordre de Qin Shi Huang, le premier empereur de Chine, pour protéger le territoire de la dynastie Qin (221 - 206 av. J.-C.) nouvellement fondée contre les incursions des nomades des steppes du nord. Les murs qui la composent sont construits en terre battue, en utilisant le travail forcé. Finalement, en 212 av. J.-C., elle s'étend du Gansu jusqu'à la côte du sud de la Mandchourie.
Les dynasties ultérieures ont adopté des politiques différentes en matière de défense des frontières du Nord. Celles des Han (202 av. J.-C.- 22), des Qi du Nord (550-574), des Sui (589-618), et particulièrement celle des Ming (1369- 1644) font partie des dynasties qui ont reconstruit, réaménagé et agrandi la grande muraille, même si elles ont rarement suivi le tracé de celle des Qin. Les Han sont ceux qui ont étendu les fortifications les plus à l'ouest, le Qi a construit environ 1 600 kilomètres[réf. nécessaire]. De nouveaux murs, tandis que les Sui ont mobilisé plus d'un million d'hommes dans leurs efforts pour réparer/reconstruire/prolonger la grande muraille. Inversement, les Tang (618-907), les Song (960-1279), les Yuan (1271-1368) et les Qing (1644-1911) ont peu ou pas construit de murs frontaliers, préférant opter pour d'autres solutions pour neutraliser les menaces venant d'Asie Centrale, comme les campagnes militaires et la diplomatie.
Bien que ce soit un moyen de dissuasion efficace contre les raids, la Grande Muraille échoue à plusieurs reprises tout au long de son histoire dans son rôle de protection contre les invasions ennemies. Un des échecs les plus notoires a lieu en 1644, lorsque les Mandchous de la future dynastie Qing passent les portes fortifiées du col de Shanhai et renversent les Ming, soit une des dynasties ayant le plus investi dans la construction de murailles.
La Grande Muraille de Chine telle qu'elle est visible aujourd'hui remonte en grande partie à la dynastie Ming, car c'est durant cette période qu'elle a été reconstruite en grande partie sous la forme d'un mur en pierre et en brique ; et en étant bien souvent prolongée à travers des terrains difficiles. Si, en 2018, certaines sections restent en relativement bon état ou ont été rénovées, d'autres ont été endommagées ou détruites au fil du temps, soit pour des raisons idéologiques, soit pour récupérer des matériaux de construction, ou tout simplement à cause des ravages du temps. Longtemps objet de fascination pour les étrangers, la muraille est aujourd'hui un symbole national révéré et une destination touristique populaire.

## Situation géographique

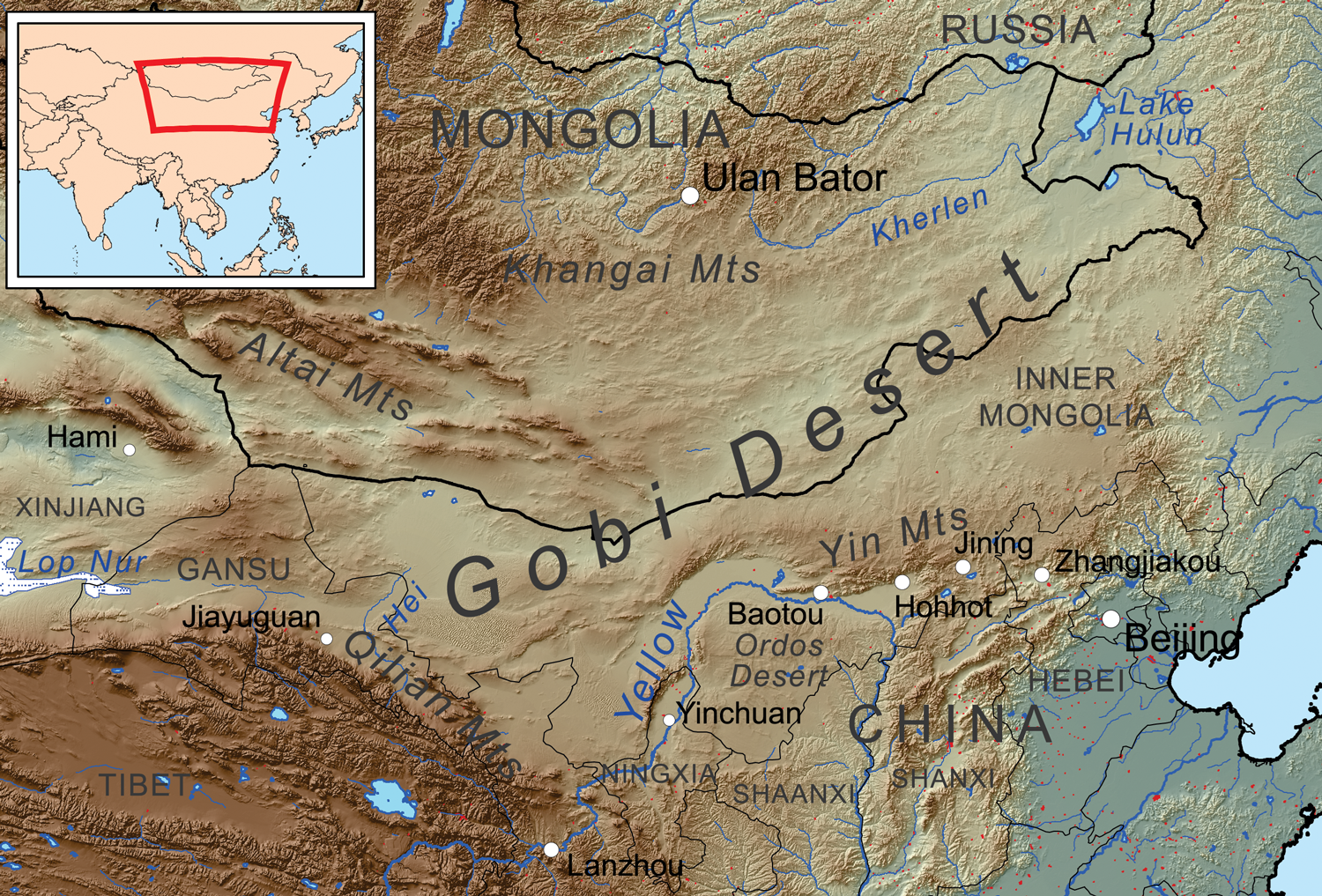
Carte topographique de la zone frontalière nord de la Chine, avec les frontières politiques actuelles. La Mandchourie, qui n'est pas indiquée, se situe à l'est de la Mongolie intérieure.

La construction de la Grande Muraille a été vue par certaines dynasties chinoises comme une réponse efficace aux différents problèmes liés aux conflits existant entre eux et les différents peuples nomades. Mais quelles sont les sources de ce conflit ? Une bonne partie de la réponse à cette question tient aux différences géographiques et climatiques existant entre les deux régions dont sont originaires les peuples qui s'affrontent. En effet, si les dynasties chinoises sont nées dans les plaines du nord de la Chine, aux sols de lœss fertiles et structurés par une agriculture sédentaire, les peuples nomades vivent dans les prairies semi-arides des steppes asiatiques, plus au nord. Les climats et la topographie de ces deux régions ont conduit à des modes distincts de développement sociétal.
Selon les théories du sinologue Karl August Wittfogel, les sols de lœss du Shaanxi ont permis aux Chinois de développer très tôt l'agriculture irriguée. Bien que cela leur ait permis de s'étendre dans les parties inférieures de la vallée du fleuve Jaune, ces ouvrages hydrauliques de plus en plus nombreux exigeaient une main-d'œuvre collective, ce qui ne pouvait être géré que par une certaine forme de bureaucratie. C'est alors qu'apparaissent les érudits-bureaucrates, qui s'occupent également de gérer tout ce qui rentre et sort des greniers où sont stockées les céréales. Les villes fortifiées ont grandi autour de ces greniers pour des raisons de défense et de facilité d'administration : elles servent à protéger les stocks des envahisseurs et aussi à s’assurer que les citoyens restent à l'intérieur. Ces villes se sont regroupées pour devenir des États féodaux, qui se sont finalement unis pour devenir un empire. De même, toujours selon les théories de Wittfogel, non seulement les murs avaient entouré les villes au fil du temps, mais ils délimitaient également les frontières des États féodaux et, finalement, celles de l'empire chinois, pour se protéger contre les raids venant des steppes du nord.
Les sociétés des steppes d'Asie centrale, dont le climat favorisait une économie pastorale, contrastaient fortement avec le mode de développement chinois. Comme les troupeaux d'animaux migrent régulièrement pour trouver de la nourriture, les communautés humaines dont la survie dépendait desdits troupeaux ne pouvaient pas se permettre d'être statiques et ont donc évolué pour adopter un mode de vie nomade. Selon l'influent spécialiste de la société mongole Owen Lattimore, ce mode de vie s'avéra incompatible avec le modèle économique chinois. Au fur et à mesure que la population des steppes augmentait, l'agriculture pastorale seule ne suffisait plus pour nourrir la population et les alliances tribales devaient être maintenues en distribuant des récompenses matérielles. Pour satisfaire ces besoins, les nomades devaient se tourner vers les sociétés sédentaires pour obtenir des céréales, des outils métalliques et des produits de luxe, qu'ils ne pouvaient pas produire eux-mêmes. Si les peuples sédentaires refusaient de commercer, les nomades avaient recours à des raids ou même à la conquête.
Pour les Chinois, ces incursions potentielles de peuples nomades pouvaient venir, pour l'essentiel, de trois régions de l'Asie centrale : la Mongolie au nord, la Mandchourie au nord-est et le Xinjiang au nord-ouest. Parmi ces trois zones, c'est la Mongolie qui préoccupe le plus les Chinois, car c'est de là que sont venus la plupart des ennemis les plus féroces du pays, dont les Xiongnu, les Xianbei, les Khitans et les Mongols. Le désert de Gobi, qui représente les deux tiers de la superficie de la Mongolie, sépare les principaux pâturages du nord et du sud et repousse les pasteurs nomades aux confins de la steppe. Du côté sud, soit la Mongolie intérieure, cette pression a mis ces nomades en contact avec la Chine.
La plus grande partie de la plaine de Chine du Nord était protégée des habitants de la steppe mongole par les monts Yin, à l'exception de quelques cols et vallées, le plus important desdits cols étant le couloir naturel passant par Zhangjiakou et le col de Juyong. Cependant, si un ennemi réussissait à passer outre cette ligne de défense naturelle, le terrain plat n'offrait aucune protection aux villes de la plaine, y compris les capitales impériales de Pékin, Kaifeng, Chang'an et Luoyang. À l'ouest des monts Yin, la chaîne se termine là où le fleuve Jaune prend la direction du nord, dans la zone appelée « Boucle de l'Ordos ». Techniquement, l'Ordos fait partie de la steppe, mais on peut y développer l'agriculture irriguée. Bien que le fleuve Jaune forme théoriquement une frontière naturelle avec le nord, il est difficile de tenir une zone s'enfonçant aussi loin dans la steppe. Et les terres situées au sud de ce fleuve, à savoir le Hetao, le désert d'Ordos et le plateau de lœss, n'offraient aucune barrière naturelle capable de protéger la vallée de la Wei, berceau de la civilisation chinoise où se trouve l'ancienne capitale, Xi'an/Chang'an. En tant que tel, le contrôle de l'Ordos est resté extrêmement important pour les dirigeants de la Chine : non seulement pour l'influence qu'il pourrait avoir sur les peuples de la steppe, mais aussi pour la sécurité de la Chine proprement dite. L'importance stratégique de la région combinée au fait qu'elle est difficile à contrôler ont conduit de nombreuses dynasties à y construire leurs premiers murs.
Bien que l'on trouve en Mandchourie les terres agricoles de la vallée du fleuve Liao, son emplacement au-delà des montagnes du nord l'a reléguée au rang de préoccupation périphérique des gouvernements chinois. Lorsque le contrôle de l'État chinois sur cette zone s'est affaibli, à divers moments de l'histoire, la Mandchourie est systématiquement tombée sous le contrôle des peuples vivant dans les forêts de cette région, dont les Jurchens et les Mandchous. L'itinéraire le plus important, sur le plan stratégique, entre la Mandchourie et la plaine de Chine du Nord, est une bande côtière étroite, coincée entre la golfe de Bohai d'un côté et les monts Yan de l'autre. Ce passage, qui s’appelle le col de Shanhai, soit littéralement le « col des montagnes et de la mer », a beaucoup gagné en importance au cours des dernières dynasties, lorsque la capitale a été établie à Pékin, soit à seulement 300 km dudit col. En plus du col Shanhai, une poignée de cols de montagne permettent également de passer de la Mandchourie à la Chine à travers les monts Yan, parmi lesquels ceux de Gubeikou et de Xifengkou (chinois traditionnel : 喜峰口).
Le Xinjiang, qui est considéré comme faisant partie de la région du Turkestan, est un amalgame de déserts, d'oasis et de steppes sèches à peine adaptées à l'agriculture. Lorsque l'influence des peuples des steppes de la Mongolie a diminué, les divers royaumes oasis d'Asie centrale et les clans nomades comme les Göktürks et les Ouïghours ont pu former leurs propres États et confédérations, qui menaçaient parfois la Chine. La Chine proprement dite est reliée à cette région par le corridor du Hexi, une étroite chaîne d'oasis délimitée par le désert de Gobi au nord et le haut plateau tibétain au sud. Outre les questions de défense frontalière, le corridor du Hexi constituait également une partie importante de la route commerciale connue sous le nom de route de la soie. Il était donc également dans l'intérêt économique de la Chine de contrôler ce tronçon de terre, et c'est pour cela que l'extrémité occidentale de la Grande Muraille se trouve dans ce couloir. Sous les Han, elle s’arrêtait au col de Yumen, puis au col de Jiayu pendant la dynastie Ming et les siècles suivants.

## Chine pré-impériale (VIIesiècleav. J.-C.-221av. J.-C.)

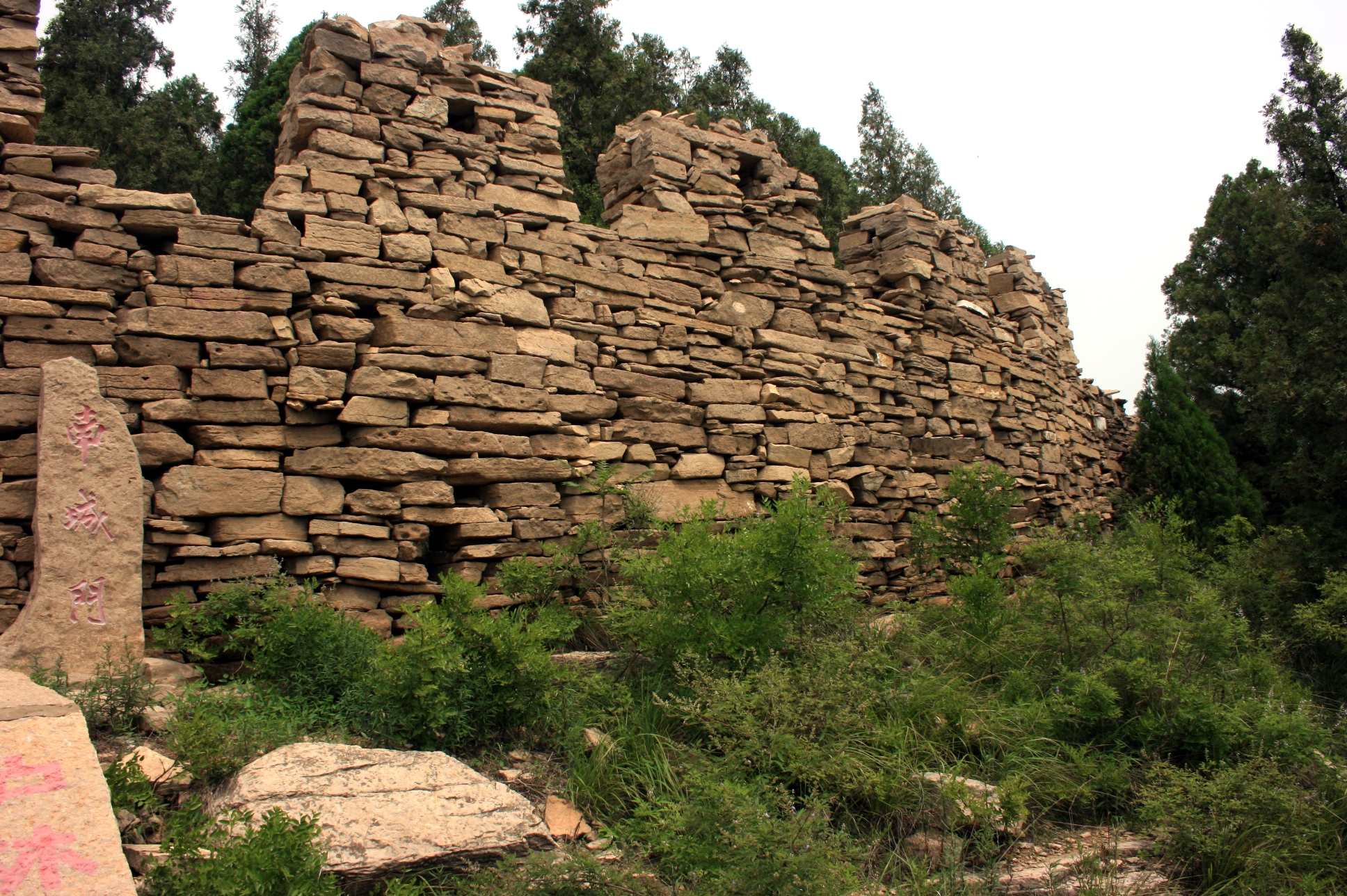
Les ruines de la Grande muraille de Qi, dans les monts Dafeng, district de Changqing, Jinan. Ce district faisait partie de l'État de Qi pendant la période des Royaumes Combattants.

L'une des premières mentions d'un mur construit pour servir de protection contre des envahisseurs venus du nord se trouve dans un poème daté du VIIe siècle av. J.-C., et faisant partie du Shi Jing (诗经, littéralement : Classique de la Poésie). Le poème parle d'un roi, maintenant identifié comme roi Xuan (r 827 av. J.-C. - 782 av. J.-C.) de la dynastie des Zhou occidentaux (1046 av. J.-C. - 771 av. J.-C.), qui donne l'ordre au général Nan Zhong (chinois : 南仲) de construire un mur dans les régions du nord pour repousser les Xianyun. Ces derniers, qui sont installés dans la région de l'Ordos, étaient considérés comme faisant partie des tribus Rong, et leurs attaques visant la région de Haojing, là où se trouvait alors la capitale des Zhou, était probablement la raison de la décision du roi Xuan. Les chroniques rapportent que la campagne de Nan Zhong fut une grande victoire. Cependant, quelques années plus tard, en 771 av. J.-C., une autre branche du peuple Rong, les Quanrong, répondant à une demande du Marquis de Shen, alors en pleine révolte contre les Zhou, passèrent outre les défenses des Zhou, avant de dévaster la capitale. Lors de cet événement cataclysmique, le Roi You (795-771 av. J.-C.), le successeur du Roi Xuan, est tué et un an plus tard, la Cour est obligée de déménager la capitale vers l'est, à Chengzhou (周 周), une ville qui sera ensuite connue sous le nom de Luoyang. Cet événement marque le début de la période des Zhou Orientaux (770-256 av. J.-C.). Plus important encore, la chute des Zhou occidentaux a redistribué le pouvoir aux États qui avaient autrefois reconnu la domination nominale des Zhou. Le résultat est que la période des Zhou orientaux a été marquée par une sanglante anarchie interétatique, chaque État essayant d'annexer son voisin. Avec l'annexion des petits États par les plus grands et la guerre incessante que se livrent entre eux ces derniers, de nombreux dirigeants se sont sentis obligés d'ériger des murs pour protéger leurs frontières. La première référence textuelle à un tel mur était celui construit par l'État de Chu de 656 av. J.-C.; dont 1 400 m ont été retrouvés de nos jours, puis fouillés dans le sud de la province du Henan. Cependant les fortifications du Chu sont en fait composées d'une succession de nombreuses forteresses de montagne et ne constituent pas un long mur unique. L'État de Qi avait également fortifié certaines de ses frontières au VIIe siècle av. J.-C., et les portions qui existent toujours dans la province du Shandong ont été baptisées la Grande Muraille de Qi. L'État de Wei a lui construit deux murs : Le mur ouest achevé en 361 av. J.-C. et le mur est qui l'a été en 356 av. J.-C.. Certaines portions du mur ouest existent toujours et se trouvent à Hancheng, au Shaanxi. Même les peuples non chinois ont construit des murs, tels l'État de Zhongshan, du peuple Di et celui de Yiqu, du peuple Rong, qui avait construit des murs pour se défendre contre l'État de Qin.
Dans tous ces murs, ceux des États du Nord, soit Yan, Zhao et Qin ont été reliés entre eux par Qin Shi Huang quand il a uni les États chinois en 221 av. J.-C..

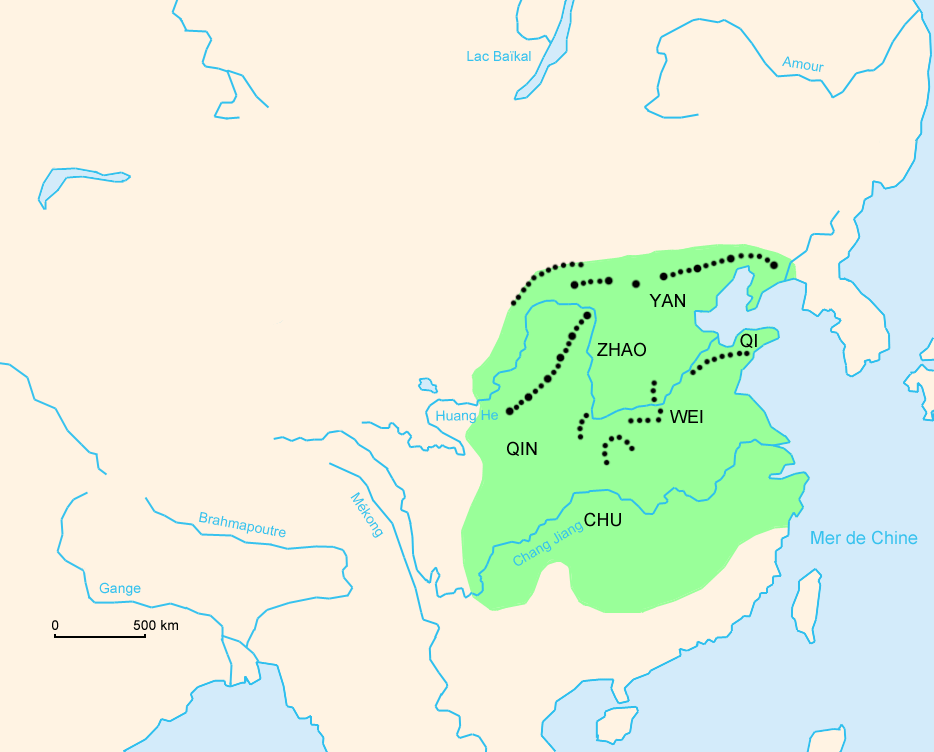
Carte des Royaumes Combattants et des différents murs-frontières qu'ils ont érigés

L'État de Yan qui est celui situé le plus à l'est parmi les trois États du nord, a commencé à ériger des murailles après que le général Qin Kai ait repoussé le peuple Donghu sur "mille li" sous le règne du roi Zhao (311 r 311-279 av. J.-C.). Le mur de Yan s'étendait depuis la péninsule du Liaodong jusqu'au nord du Hebei, en passant par Chifeng. Peut-être que son extrémité ouest se trouvait même à proximité des premiers pans des murs du Zhao. Le Yan a érigé une autre muraille plus au sud, pour se défendre contre le Zhao. Elle se trouvait au sud-ouest de l'actuelle ville de Pékin et longeait la rivière Juma sur plusieurs dizaines de kilomètres.
Les murailles nord de l'État de Zhao ont été construites pendant le règne du roi Wuling de Zhao (325-299 av. J.-C.). Ce roi est celui qui a eu l'idée révolutionnaire d'introduire des unités de cavalerie nomade dans son armée, une innovation qui a changé le visage de la guerre en Chine et a donné au Zhao un avantage initial sur ses adversaires. Wuling a attaqué les tribus Xiongnu de Linhu (林 胡) et Loufan (樓煩) au nord, puis a fait la guerre à l'État de Zhongshan jusqu'à son annexion en 296 av. J.-C.. Dans le même temps, il a construit une frontière fortifiée qui, de toutes celles construites par les États du Nord, est celle qui s'avance le plus dans les territoires des nomades des steppes. Dans les années 1960, les murs du Zhao ont été examinés et les archéologues les ont datés du règne du roi Wuling. Cet ensemble de fortification comprend :
- Un long mur sud construit dans le nord du Henan et englobant le col de Yanmen[30]
- Une deuxième ligne de fortifications encerclant la boucle d'Ordos, qui s'étend de Zhangjiakou à l'est jusqu'à l'ancienne forteresse de Gaoque (高 闕) dans la Bannière avant d'Urad.
- Une troisième ligne, la plus au sud, qui passe le long des pentes méridionales des monts Yin et s'étend de Qinghe à l'est jusqu'à Baotou à l'ouest, en passant au nord de Hohhot[31],[32].

Qin était à l'origine un État situé sur la frange occidentale de la sphère politique chinoise, mais il s'est développé et transformé en une formidable puissance militaire durant la seconde partie de la période des Royaumes Combattants, quand il a commencé à étendre son territoire de manière agressive dans toutes les directions. Dans le nord, l'État de Wei et le Yiqu construisirent des murs pour se protéger des agressions du Qin, mais cela ne suffit pas à les sauver et ils ont tous deux finis annexés par leur turbulent voisin. Shang Yang, le Chancelier réformateur de l’État de Qin, a chassé les Wei de leur zone fortifiée située à l'ouest du fleuve Jaune en 340 av. J.-C., et le roi Huiwen de Qin (338-311 av. J.-C.) s'est emparé de 25 forts des Yiqu lors d'une offensive en direction du nord. Quand le roi Huiwen meurt, sa veuve, la reine douairière Xuan, a agi en tant que régente parce que les fils du défunt susceptibles de devenir rois ont été jugés trop jeunes pour gouverner. Pendant le règne du roi Zhaoxiang (306-25 av. J.-C.), la reine douairière a apparemment eu des relations illicites avec le roi de Yiqu et a donné naissance à deux de ses fils, ce qui ne l'a pas empêchée, un peu plus tard, de piéger et tuer ledit roi. Après quoi, l'armée de Qin a marché sur le territoire de Yiqu, sur ordre de la reine douairière. Cette campagne s'est achevée par l'annexion du Yiqu, ce qui a permis au QIn de prendre le contrôle de la région de l'Ordos. À ce stade, les Qin se mettent à construire une muraille autour de leurs nouveaux territoires, pour se défendre contre les peuples nomades vivant encore plus au nord. C'est à cette époque qu'ils incorporent les murailles du Wei dans le tracé de la future grande muraille. Finalement, on estime que cette première « muraille de Qin » mesure environ 1 775 km et s'étend du sud du Gansu jusqu'aux rives du fleuve Jaune, dans la bannière de Jungar, près de ce qui est alors la frontière avec l'État de Zhao.
Ces différents murs sont connus sous le nom de Changcheng (長城), ce qui signifie littéralement "Longs Murs", mais est souvent traduit par "Grande Muraille". Ils sont pour la plupart construits en terre battue, avec quelques parties construites avec des pierres. Là où les barrières naturelles comme les ravins et les rivières suffisaient pour la défense, les murs étaient érigés de manière irrégulière, en opposition avec les longues lignes fortifiées construites dans les plaines et autres zones ouvertes. Souvent, en plus des murailles, le système de défense comprenait des garnisons et des tours servant à envoyer des signaux à l'intérieur des fortifications, ainsi que des tours de guet disposées à intervalles réguliers à l'extérieur. Du point de vue de la défense, les murs étaient généralement efficaces pour contrer les tactiques de choc de la cavalerie, mais les historiens ont des doutes quant à savoir si ces premiers murs étaient réellement de nature défensive. Nicola Di Cosmo fait remarquer que les murs de la frontière nord ont été construits loin au nord et englobaient des terres traditionnellement occupées par des peuples nomades ; et qu'au lieu d'être défensives, ces murailles servaient donc plutôt à marquer les phases d'expansions vers le nord des trois États les ayant construit et leur désir de préserver ces territoires nouvellement acquis. Cette théorie est soutenue par la découverte archéologique d'objets fabriqués par des peuples nomades dans les zones situées immédiatement au sud des murailles, ce qui suggère la présence de sociétés non chinoises préexistantes ou conquises. Il est tout à fait possible, comme le suggèrent des savants occidentaux tels que di Cosmo et Lattimore, que les agressions des peuples des steppes visant les Chinois durant les siècles qui suivent cette période aient été en partie provoquées par cette volonté expansionniste des États du nord,.

## Dynastie Qin (221–206av. J.-C.)

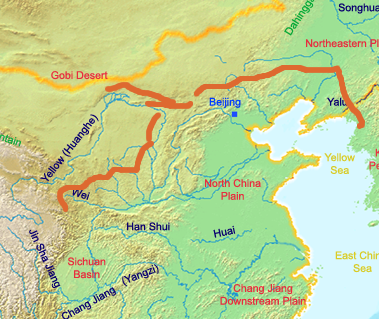
les Changcheng des frontières de la Chine sous la dynastie Qin

En 221 av. J.-C., l'État de Qin achève la conquête des autres Royaumes Combattants et unifie la Chine, qui est, dès lors, dirigée par Qin Shi Huang, le premier empereur de Chine. Ces conquêtes, combinées avec les réformes légistes commencées par Shang Yang au IVe siècle av. J.-C., ont transformé la Chine, qui est passée d'une confédération lâche d'États féodaux à un empire autoritaire. Grâce à cette transformation, la dynastie Qin a bien plus de travailleurs à sa disposition pour les différents chantiers d'État et autres travaux publics que les royaumes féodaux antérieurs. De plus, une fois l'unification réalisée, Qin Shi Huang se retrouve avec une grande armée professionnelle et quasiment plus d'ennemis à combattre à l'intérieur de ses frontières. Il doit donc trouver une nouvelle manière d'utiliser ces soldats. Peu après la fin des conquêtes, en l'an 215 av. J.-C., l'empereur envoie le célèbre général Meng Tian dans la région des Ordos pour en expulser les nomades Xiongnu, qui s'étaient installés au-delà des limites des anciens États du nord de la Chine. La campagne de la dynastie Qin contre les Xiongnu était de nature préventive, puisque à ce moment-là, les Xiongnu étaient un peuple divisé en tribus rivales et ne représentaient donc pas une véritable menace. Le véritable but de Shi Huang était d'annexer pour de bon les territoires des Ordos et de définir clairement les frontières septentrionales de l'empire Qin. Une fois les Xiongnu chassés, Meng Tian a installé 30 000 familles de colons pour coloniser les territoires nouvellement conquis.
La configuration des murailles a été modifiée sous les Qin, pour refléter les nouvelles frontières. Le général Meng Tian fit ériger des murailles au-delà de la boucle nord du fleuve Jaune, reliant ainsi entre eux les murailles-frontières de Qin, Zhao et Yan. Parallèlement à la construction de ces nouvelles murailles, celles qui servaient de frontières entre deux royaumes combattants, et donc divisaient la Chine, sont détruites car elles sont considérées comme étant une menace pour l'unité du nouvel empire. L'année suivante, en 214 av. J.-C., Qin Shi Huang ordonna la construction de nouvelles fortifications le long du fleuve Jaune, à l'ouest de la région de l'Ordos, tandis que les travaux se poursuivaient dans le nord. Ces travaux sont probablement achevés en 212 av. J.-C., comme le laisse supposer la tournée d'inspection de Qin Shi Huang dans la région et la construction de la route directe (直道) reliant la capitale Xianyang aux Ordos. Le résultat de toutes ces constructions était une série de longs murs allant du Gansu jusqu'à la côte mandchoue.
Les histoires officielles sont muettes sur les détails de la construction de ces murailles, mais on peut déduire, sans trop de risques d'erreurs, que les conditions de construction ont été rendues particulièrement difficiles par les longues étendues de montagnes et de semi-désert que traversait la Grande Muraille des Qin, la population clairsemée, et donc rare et difficile à mobiliser, de ces régions ainsi que le climat hivernal glacial. Bien que les murs aient été construits en terre battue, de sorte que la majeure partie des matériaux de construction a pu être trouvée sur place, l'acheminement des vivres et fournitures nécessaires pour le chantier, ainsi que celui de la main-d'œuvre supplémentaire, est resté difficile pour les raisons mentionnées ci-dessus. Dans The Cambridge History of China, le sinologue Derk Bodde postule que «pour chaque homme que Meng Tian pouvait employer sur le site de construction proprement dit, des dizaines de personnes ont dû être nécessaires pour construire des routes et transporter des fournitures». Cette théorie concorde avec les écrits de Zhufu Yan, un homme d'État de la dynastie Han, qui décrit ainsi le projet de colonisation de l'Ordos tel qu'il a été mis en place par Qin Shi Huang en 128 av. J.-C. :

« ... les terres étaient saumâtres et arides, les cultures ne pouvaient pas y pousser... À l'époque, les jeunes hommes qui y étaient envoyés ont été contraints de haler des bateaux et des barges chargés de fournitures jusqu'en amont pour assurer un approvisionnement constant en nourriture et fourrage au front... À partir du point de départ, un homme et son animal pouvaient transporter trente zhong (environ 176 kg) de nourriture, pour, au moment où ils arrivent à destination, n'en livrer qu'un dan (environ 29 kg)... Quand la population est devenue lasse et fatiguée, ils (les colons) ont commencé à se disperser et à s'enfuir. Les orphelins, les faibles, les veufs et les personnes âgées essayaient désespérément d'échapper à cet état effroyable d'abandon et sont morts sur le bord de la route alors qu'ils s'éloignaient de chez eux. Les gens ont commencé à se révolter. »

L'installation de colons dans le nord s'est poursuivie jusqu'à la mort de Qin Shi Huang en 210 av. J.-C., à la suite de quoi Meng Tian a reçu l'ordre de se suicider à la suite d'une conspiration de palais organisée pour mettre le fils cadet de Shi Huang sur le trône au lieu de son fils ainé. Avant de se suicider, Meng Tian a exprimé ses regrets pour ses longs murs : "Commençant à Lintao et atteignant le Liaodong, j'ai construit des murs et creusé des douves sur plus de dix mille li, n’était-il pas inévitable que je brise les veines de la terre? Telle était mon offense. "
Les colonies de Meng Tian dans le nord ont été abandonnées, et les nomades Xiongnu, entre-temps unifiés sous la houlette du Chanyu Modu (冒頓, mòdú), sont retournés dans la boucle d'Ordos alors que l'empire Qin s'effondrait à la suite d'une rébellion généralisée due au mécontentement du peuple. Owen Lattimore a conclu que tout le projet de Qin Shi Huang reposait sur l'usage de la puissance militaire pour imposer l'agriculture sur un terrain plus propice à l'élevage, soit, pour citer Derk Bodde dans "The Cambridge History of China", une tentative de mise en place «de deux formes de développement mutuellement exclusives» vouée à l'échec.

## Dynastie Han (206av. J.-C.–220)

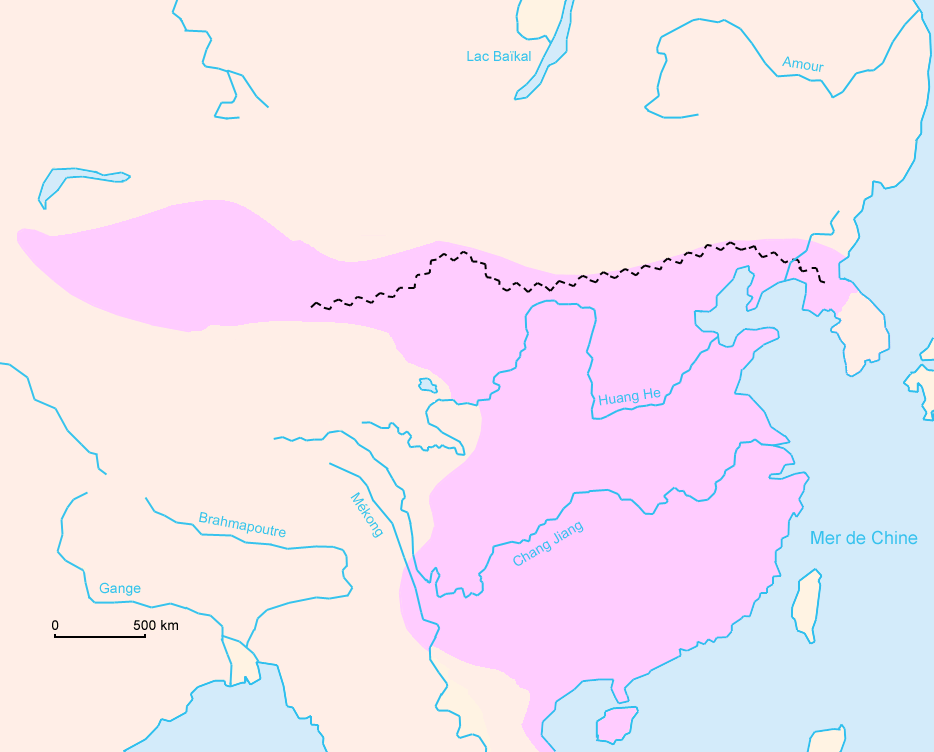
Carte représentant les limites approximatives du territoire des Han Occidentaux. Le trait en violet foncé représente les Changcheng de la frontière Nord

En 202 av. J.-C., l'ancien paysan Liu Bang émerge victorieux de la guerre Chu-Han, une guerre civile qui a fait suite à la rébellion qui a renversé la dynastie Qin. Bang s'est auto-proclamé empereur, fondant ainsi la dynastie Han. Le nouvel empereur est passé à la postérité sous le nom d'Han Gaozu (r. 202-195 av. J.-C.). Ayant échoué à résoudre le problème du retour et de la montée en puissance des Xiongnu dans la région de l'Ordos par des moyens militaires, l'empereur Gaozu a été contraint de trouver un moyen d'apaiser ces derniers. En échange de la paix, les Han ont offert des tributs, ainsi que des princesses à marier aux chefs Xiongnu. Ces mariages diplomatiques sont connus sous le nom d'Heqin, et les termes de ces accords précisaient bien que la grande muraille servait de frontière que les deux parties s'engageaient à ne pas franchir. Toutefois, les textes de ces accords sont assez flous quant à savoir de quels long-murs il s'agit et il est difficile de savoir s'il s'agit des Changcheng de la période des Royaumes Combattants/Dynastie Qin ou d'un court tronçon de mur situé au sud du col de Yanmen. En 162 av. J.-C., l'empereur Han Wendi, le fils de Gaozu, clarifie l'accord en suggérant que le chanyu (empereur) des Xiongnu détient toute autorité au nord du mur et l'empereur de Chine au sud. Selon Sima Qian, l'auteur du Shiji (史記 / 史记, Shǐjì), cet accord débouche sur une période de paix et d'amitié : "Du chanyu jusqu'au plus humble, tous les Xiongnu sont devenus de plus en plus amicaux avec les Han, allant et venant le long du Long Mur." Cependant, les archives chinoises peignent une réalité moins idyllique et montrent que le Xiongnu ont régulièrement passé outre l'accord, leur cavalerie, dont les effectifs pouvaient monter jusqu'à 100 000 hommes, ayant procédé à plusieurs intrusions dans le territoire des Han.

De plus, pour les Chinois, les accords heqin sont vécus comme une humiliation et contraire à leur point de vue sinocentrique. Le sentiment chinois à ce sujet était résumé par une formule de l'homme d'État Jia Yi (200 - 169 av. J.-C.) qui comparait la situation chinoise dans ces accords à la position d'"une personne suspendue à l'envers ". Ces sentiments se cristallisèrent à la Cour de Han sous la forme d'une faction pro-guerre, qui préconisait de mettre fin à la politique d'apaisement des Han. Lors du règne de l'empereur Han Wudi (r. 141 – 8 av. J.-C.), les Han se sentaient assez puissants pour entrer en guerre avec les Xiongnu. Après une tentative bâclée de capturer le Chanyu Xiongnu au cours d'une embuscade, lors de la bataille de Mayi, en 133 av. J.-C., l'ère de l'apaisement prit fin et la guerre Han-Xiongnu fit rage.

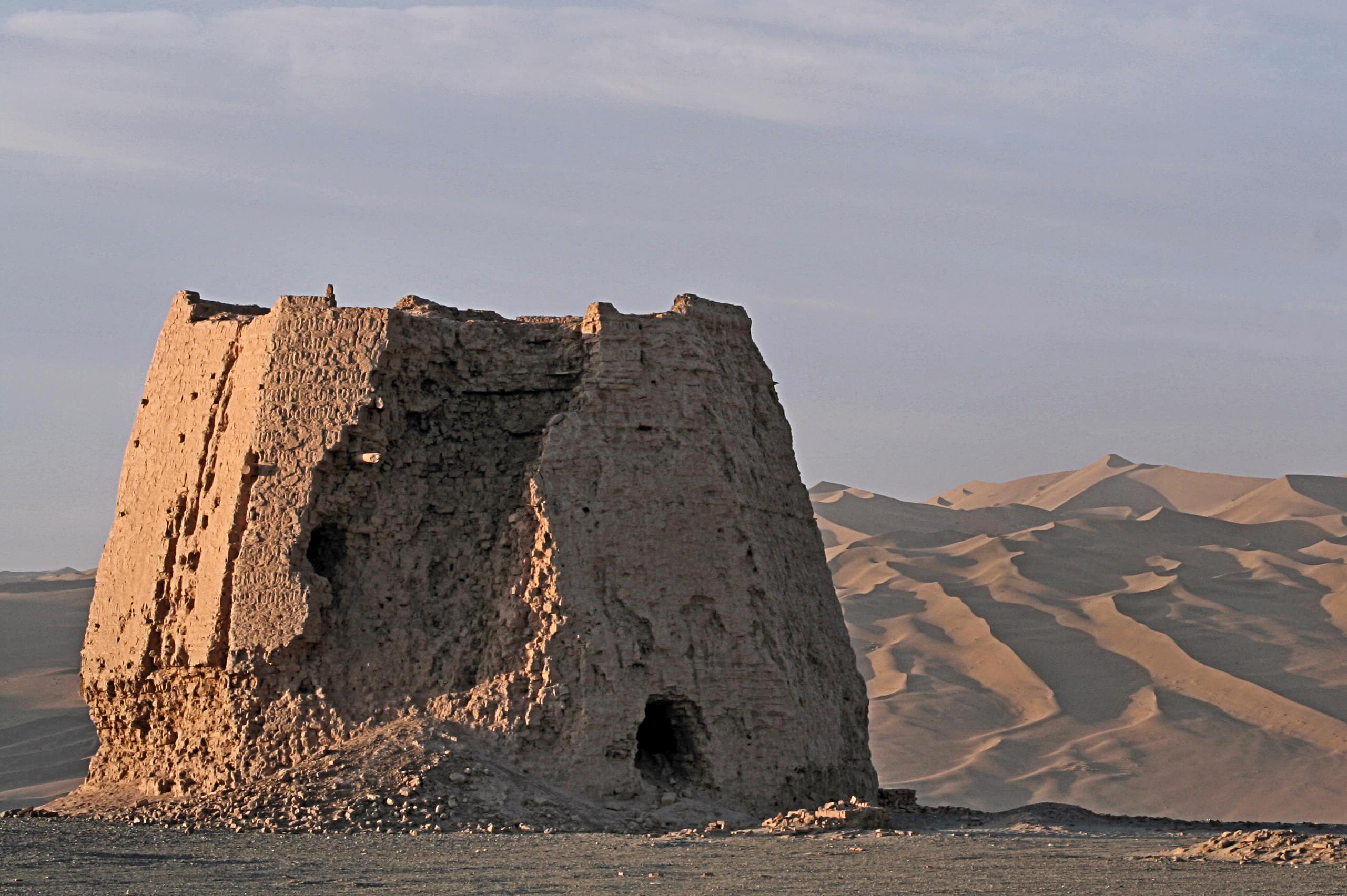
Ruines d'une tour de garde datant de la dynastie Han. Cette tour est située à Dunhuang, dans la province de Gansu, l'extrémité orientale de la route de la soie. Elle fait partie des fortifications réalisées pendant le règne de Han Wudi, à la suite de la vassalisation des Régions de l'Ouest.

Alors que cette guerre tournait en faveur des Han, le Mur était entretenu et allongé au-delà des limites datant de la dynastie Qin. En 127 av. J.-C., le général Wei Qing envahit la région si contestée de l'Ordos jusqu'aux fortifications érigées par Meng Tian. Grâce à cette victoire, Wei Qing avait réussi à reconquérir les terres irrigables du nord de l'Ordos et reprendre le contrôle des défenses avancées protégeant ce territoire des peuples de la steppe. Les archéologues pensent qu'en plus de reconstruire ces longs-murs, les Han ont également érigé des milliers de kilomètres de longs murs supplémentaires, allant du Hebei à la Mongolie intérieure, pendant le règne de l'empereur Han Wudi. Ces fortifications comprennent des remblais, des tours servant à envoyer des signaux et des forts, tous construits avec une partie centrale en terre battue et une enveloppe extérieure en pierre. Depuis la boucle de l'Ordos, la Grande Muraille des Han, qui était une ligne de défense discontinue, suivait le bord nord du corridor du Hexi à travers les villes de Wuwei, Zhangye et Jiuquan, passait à côté du bassin du lac Juyan et se terminait à deux endroits : le col de Yumen au nord ou le col de Yang au sud, qui se situent tous les deux dans les environs de Dunhuang. Le col de Yumen était le point le plus à l'ouest de toutes les fortifications chinoises de la dynastie Han. En fait, c'est le point le plus à l'ouest jamais atteint par un long-mur, celui construit par les Ming s'arrêtant au col de Jiayu, qui se situe à environ 460 kilomètres à l'est de Yumen. Les garnisons des tours de guet sur le mur étaient ravitaillées par les fermiers locaux, ainsi que par des colonies agricoles militaires connues sous le nom de tuntian. En arrière de cette ligne de fortifications, le gouvernement central Han a pu implanter des colonies et des voies de communications vers les Régions de l'Ouest d'Asie centrale, qui sont restés, en règle générale, à l'abri des attaques venant du nord.
Cependant, toute victorieuse qu'elle fut, la campagne contre les Xiongnu, et autres peuples nomades de l'Ouest, a vidé les caisses de l'empire et, sous les successeurs de Wudi, c'est la faction des pacifistes qui revient sur le devant de la scène. La paix Han/Xiongnu était largement respectée, même lorsque le trône des Han fut usurpé par le ministre Wang Mang en 9 av. J.-C., débutant un bref interrègne de 34 ans connu sous le nom de dynastie Xin (9 av. J.-C.- 23). Malgré les fortes tensions entre les Xin et les Xiongnu, qui ont entraîné le déploiement de 300 000 hommes le long de la Grande Muraille, aucun combat majeur n'a éclaté, les hostilités se limitant à des raids mineurs. Par contre, le mécontentement populaire grandissant s'était traduit par une flambée du banditisme et, finalement, une rébellion à grande échelle. La guerre civile a pris fin avec le retour du clan Liu sur le trône, événement qui marqua le début de la dynastie Han de l'Est (25-220).
Après avoir refondé la dynastie, L'empereur Han Guang Wudi (r.25-57) avait initié plusieurs projets visant à consolider le contrôle des Han sur les régions frontalières. Des ouvrages de défense avaient été construits à l'est du col de Yanmen, avec une ligne de fortifications et de tours servant à envoyer des signaux s'étendant depuis le Xian de Pingcheng (ce qui correspond actuellement à la ville de Datong), jusqu'au Xian de Dai, dans le Shanxi, en passant par la vallée de la rivière Sanggan. En 38, à la suite des raids menés par les Xiongnu, plus à l'ouest, contre la vallée de la rivière Wei, des ordres furent donnés pour construire une série de murailles devant servir à défendre la région de la rivière Fen, la partie sud du cours du fleuve Jaune et la région de Chang'an, l'ancienne capitale impériale. Ces constructions étaient de nature défensive, ce qui marquait un changement par rapport aux murs construits sous l'empereur Han Wudi et les dirigeants des Royaumes Combattants, dont le but était de marquer l'annexion de nouveaux territoires. Au début des années 1940, les frontières septentrionales de la Chine avaient subi un changement radical : la ligne de la frontière impériale ne suivait pas les positions avancées conquises par l'empereur Han Wudi mais la seconde ligne de défenses, ce qui correspond grosso modo à la position de la grande muraille de la dynastie Ming. La région de l'Ordos, au nord du Shanxi, et le bassin supérieur de la rivière Luan autour de Chengde ont été abandonnés et laissés au contrôle des Xiongnu. Le reste de la frontière est resté intact jusqu'à la fin de la dynastie Han; les manuscrits de Dunhuang, qui ont été découverts en 1900, indiquant que les garnisons militaires du nord-ouest ont été maintenues pendant la majeure partie de la période des Han Orientaux.

## De la période des Six Dynasties à la Dynastie Sui (220–618)
Après la fin de la dynastie Han en 220, la Chine se désintégra en plusieurs États dirigés par des seigneurs de guerre. Ce fut le début d'une période de division du pays connue sous le nom de période des Six Dynasties. La Chine connut toutefois une brève période de réunification à partir de 280, par la dynastie Jin de l'Ouest (265-316). Il y a des récits ambigus concernant la reconstruction du mur de Qin par les Jin, mais ce qui est sûr, c'est que les murs n'ont été d'aucune utilité pour contrer le soulèvement des Wu Hu, des tribus nomades sédentarisées de force par les différentes dynasties chinoises et vivant pour la plupart au sud du mur. Cette révolte se conclut pour la dynastie Jin par la perte du nord de la Chine et la mort de plusieurs empereurs. S'ensuivit une succession d'États éphémères se partageant le nord de la Chine, qui sont connus sous le nom des Seize Royaumes, jusqu'à ce qu'ils soient tous conquis par la dynastie Xianbei des Wei du Nord (386-535).
Au fur et à mesure que les Wei du Nord devenaient de plus en plus économiquement dépendants de l'agriculture, les empereurs Xianbei décidèrent délibérément d'adopter les coutumes chinoises, y compris les méthodes consistant à défendre les frontières par la construction de longs-murs. En 423, une ligne de défense de plus de 2 000 li (1 080 km) fut construite pour protéger les Wei des attaques des Rouran. Son tracé suivait à peu près celui de l'ancien mur de l'État de Zhao, allant du Xian de Chicheng dans la province du Hebei au Xian de Wuyuan, en Mongolie intérieure. En 446, ce sont 100 000 hommes qui ont été mis à contribution pour construire un mur intérieur (comprendre, en retrait par rapport au précédent) allant de Yanqing à Pingguan, sur la rive orientale du fleuve Jaune, en passant par le sud de Pingcheng, la capitale des Wei. Près de mille ans plus tard, ces deux murs ont servi de base à la création du mur double Xuanfu-Datong, qui a protégé Pékin pendant la dynastie Ming.
La dynastie des Wei du Nord s'est effondrée en 535 à la suite d'une insurrection civile pour être finalement remplacée par celle des Qi du Nord (550-575) et des Zhou du Nord (557-580). Pour faire face à la menace des Göktürks, un peuple turc vivant plus au nord, les Qi construisirent jusqu'à 3 000 li (environ 1 600 km) de mur du Shanxi jusqu'à la mer, au niveau du col de Shanhai, entre 552 et 556. Au cours de la seule année 555, 1,8 million d'hommes ont été mobilisés pour construire les fortifications du col de Juyong et prolonger ce mur de 450 km à travers Datong vers les rives orientales du fleuve Jaune. En 557, un mur secondaire a été construit au sud du principal. Ces murs ont été construits rapidement, en utilisant de la terre et des pierres trouvées sur place ou formés par des barrières naturelles reliées entre elles. Deux portions du mur des Qi existent encore aujourd'hui dans le Shanxi et mesurent 3,3 m de large à leur base pour 3,5 m de hauteur en moyenne. En 577, les Zhou du Nord ont conquis les Qi du Nord et, en 580, ils ont réparé les murs construits par ces derniers. Le tracé de ces longs-murs correspondrait à peu près à celui suivi par le long-mur des Ming à l'ouest de Gubeikou, dans lequel on retrouve des pans entiers de ces anciennes murailles de Qi et Zhou. Plus récemment, les vestiges rougeâtres des remparts des Zhou du Nord au Hebei ont donné naissance au surnom de «mur rouge» pour qualifier ces derniers.
En 581, les Sui ont renversé les Zhou du Nord, avant d'achever la réunification de la Chine en 589. En 581, l'Empereur Sui Wendi (5881-604), le fondateur de la dynastie Sui, a fait construire de longs-murs d'une longueur considérable au Hebei et au Shanxi pour se défendre contre les raids d'Ishbara Qaghan, le chef des Göktürks. Ces nouveaux murs se sont révélés insuffisants en 582, quand Ishbara les a évités en allant vers l'ouest avec 400 000 archers pour attaquer le Gansu et le Shaanxi. Entre 585 et 588, l'empereur Wendi chercha à combler cette lacune en construisant des murs dans les montagnes de l'Ordos, entre Suide et Lingwu, et en Mongolie intérieure. Les moyens déployés étaient considérables : les chroniques historiques indiquent qu'en 586, jusqu'à 150 000 hommes travaillent à la construction de ces nouveaux longs-murs. L'empereur Sui Yangdi (604-618), le fils et successeur de Wendi, a continué à construire des murs. En 607-608 il a envoyé plus d'un million d'hommes construire un long-mur allant de Yulin à un endroit situé près de Hohhot pour protéger Luoyang, la capitale orientale récemment rénovée. Une partie du mur des Sui existe toujours actuellement et se trouve en Mongolie intérieure, avec des remparts en terre d'environ 2,5 m de haut, avec des tours qui doublent cette hauteur. Selon le Livre des Sui, qui est l'histoire officielle de cette dynastie, environ 500 000 personnes sont mortes en construisant ce mur; des décès qui se rajoutent à ceux provoqués par les autres projets de l'empereur Yangdi : reconstruction de Luoyang, creusement du Grand Canal, campagnes calamiteuses et sanglantes contre le royaume coréen de Koguryo... L'accumulation des problèmes économiques et du ressentiment de la population envers les Sui ont fini par dégénérer en rébellion et la dynastie s'est effondrée dans une guerre civile et l'assassinat de l'empereur Yangdi en 618.

## Dynastie Tang (618–907)
| poème de Wang Changling (698–755), traduit en anglais en 2006 par Julia Lovell |
| ------------------------------------------------------------------------------ |

« :塞下曲 (望臨洮) Under the Wall (Viewing Lintao)
飲馬渡秋水 My horse crosses the river in autumn,
水寒風似刀 The cold wind off the water cuts like a knife.
平沙日未沒 Across the desert flats, the day is not yet finished,
黯黯見臨洮 I can dimly make out Lintao.
昔日長城戰 In olden days, battles along the Long Wall
咸言意氣高 Were described with praise and awe.
黃塵足今古 But today, the past is no more than yellow dust
白骨亂蓬蒿 White bones jostled amongst the grass. »

La politique frontalière de la dynastie Tang fut un virage à 180° par rapport à celle de la plupart des précédentes dynasties qui avaient contrôlé le nord de la Chine depuis le IIIe siècle av. J.-C., car aucun long-mur n'a été construit durant les siècles suivants.
Peu après la fondation de la dynastie Tang, sous le règne de l'empereur Tang Taizong (r. 626-649), la menace que représentaient les tribus Göktürk du nord incita certains fonctionnaires de la cour à proposer de mettre en place des corvées pour réparer les long-murs vieillissants. Taizong se moqua de cette suggestion, faisant allusion aux murs des Sui construits en vain : "L'empereur Sui Yangdi fit travailler le peuple à la construction de la Grande Muraille pour se défendre contre les Turcs, mais à la fin cela ne servit à rien." Au lieu de construire des murs, Taizong a affirmé qu'il "avait simplement besoin d'établir Li Shiji à Jinyang pour que la poussière puisse s'installer à la frontière". En conséquence, Taizong envoie sur les frontières des armées mobiles commandées par des généraux talentueux comme Li Shiji, tandis que les murailles se limitent à celles qui entourent les villes ou sont installées une série de garnisons, telles que les «villes d'acceptation de la reddition» (受降 城, shòuxiáng chéng), euphémisme servant à désigner les bases à partir desquelles les Tang lançaient leurs attaques. Après la mise en place de cette stratégie militaire, les Tang devinrent l'un des plus grands de tous les empires chinois, détruisant les Göktürks du Khaganat turc oriental et ceux du Khaganat turc occidental, leur permettant ainsi d'annexer des territoires s'étendant jusqu'au Kazakhstan.
Néanmoins, les archives montrent qu'à l'ère Kaiyuan (713-742) du règne de l'empereur Tang Xuanzong, le général Zhang Yue construisit un mur à 90 li (48 km) au nord de Huairong (Hu 戎)(Ce qui correspond actuellement au Xian de Huailai, Hebei), bien qu'il ne soit pas clair s'il a érigé de nouveaux murs ou seulement renforcé les murs existants datant de l'époque des Qi du Nord.
La Grande Muraille, ou ses ruines, figure en bonne place dans le sous-ensemble de la poésie Tang connue sous le nom de biansai shi (邊塞詩), soit litt « versets de la frontière ». Ces poésies, qui ont été écrites par des lettrés affectés le long de la frontière, soulignent la solitude et la nostalgie des poètes tout en faisant allusion à l'inutilité de leurs messages. Ces biansai shi sont caractérisés par des images de paysages désolés, y compris les ruines de la Grande Muraille alors négligée, qui sont un produit direct de la politique frontalière des Tang.

## Dynastie Song du nord (960-1127)
Après la chute de la dynastie Tang, la Chine connut une nouvelle période de division, la période des Cinq Dynasties et Dix Royaumes. Elle s’acheva lorsque la dynastie Song (960-1279) réussit à presque réunifier la Chine après avoir conquis le royaume de Wuyue en 971 et celui des Han du Nord en 979. Toutefois, ils ne réussirent jamais à reprendre le contrôle des seize préfectures de la dynastie Liao, ni de l’extrême ouest de la Chine, alors dirigé par les Xia Occidentaux. Le Nord de la Chine est donc resté divisé pendant toute la période de la dynastie Song.
À la suite des tentatives des Song de reprendre le contrôle des seize préfectures, les relations entre ces derniers et la dynastie Liao restèrent tendues et hostiles. L'un des champs de bataille de la guerre Song-Liao fut le «Vide de la Grande Muraille» (長城 口), ainsi nommé parce que le mur Sud des Yan de la période des Royaumes Combattants traversait la rivière Juma en territoire Liao. Des combats eurent lieu à cet endroit en 988-989 et en 1004, une forteresse Song ayant été construite là en 980. Les guerres intermittentes entre les Song et le Liao ont duré jusqu'en janvier 1005, quand une trêve a été conclue et a débouché sur le traité de Shanyuan. Cet accord, entre autres choses, exigeait que les Song rendent hommage aux Liao, mettant de facto, les deux dynasties sur un pied d'égalité. Ce traité avait également servi à délimiter la frontière Song-Liao, dont le tracé avait été défini plus clairement grâce à une série d'accords bilatéraux. Plusieurs tronçons des anciennes murailles, y compris le mur intérieur des Qi du Nord près de la chaîne des Monts Hengshan, ont servi de frontière entre les Song et le Liao.
Comme indiqué plus haut, le nord-ouest de la Chine était contrôlé par les Xia occidentaux, avec lesquels les Song étaient en conflit. En effet, du point de vue Song, les Xia occupaient des terres chinoises perdues pendant la dynastie Tang. Les Song utilisaient les murs construits sous le règne du Roi Qin Zhaoxiang de la période des Royaumes Combattants comme frontière entre eux et les Xia. Mais la topographie de la région rend cette limite moins nette que celle entre les Song et les Liao, plus à l'est. Cao Wei (曹瑋; 973-1030), le général chargé de garder la frontière, a jugé le vieux mur insuffisant pour ralentir à lui seul une attaque de la cavalerie des Xia, et a creusé une profonde tranchée au-devant des murailles. Cette tranchée, qui faisait entre 15 et 20 m de largeur et de profondeur, s'est révélée une défense efficace, mais en 1002 les Tangoutes ont pris au dépourvu les patrouilleurs Song et ont rempli la tranchée avant de franchir la vieille muraille. Plus tard, en 1042, les Tangoutes ont retourné la tranchée contre les Song en enlevant les ponts qui servaient à la traverser, piégeant ainsi l'armée en retraite de Ge Huaimin (葛懷敏) avant de l'anéantir lors de la bataille de la forteresse de Dingchuan(定川寨).
Malgré la guerre avec les Xia occidentaux, le Song résolurent également des conflits fonciers avec eux en se référant à des accords antérieurs, comme avec les Liao. Cependant, peu après les Jurchens de la dynastie Jin, alors alliés aux Song renversèrent la dynastie Liao. À la suite d'une rupture d'alliance, les Jurchens attaquèrent leurs anciens alliés et saccagèrent la capitale Song en 1127 pendant la guerre Jin-Song, faisant fuir la cour des Song au sud du fleuve Yangzi Jiang. Pendant les deux siècles et demi qui suivirent, la Grande Muraille ne joua aucun rôle dans la géopolitique de la Cour impériale chinoise des Song.

## Les autres dynasties du nord de la Chine (907-1234)

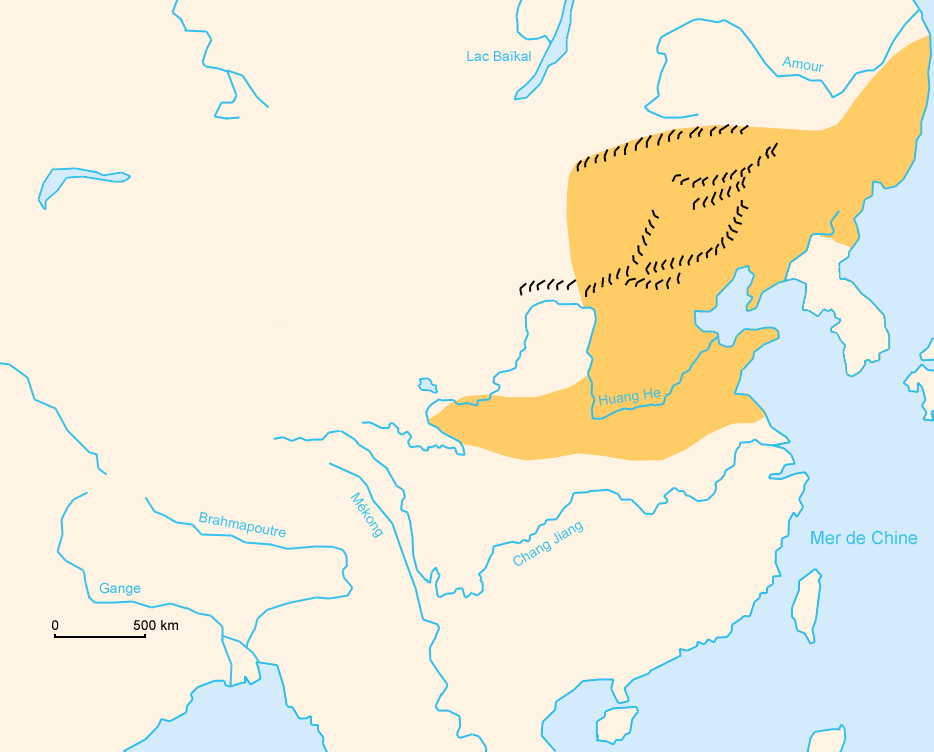
Carte du territoire contrôlé par la dynastie Jin, représenté en orange. Les murs érigés par les Liao, les Xia et les Jin sont également représentés sur cette carte.

Après la chute de la dynastie Tang en 907, la frontière nord de la Chine échappe rapidement au contrôle des cinq dynasties qui se succèdent dans le nord du pays. Comme indiqué au chapitre précédent, malgré toutes leurs tentatives les Song n'arrivent pas à réunifier complètement le nord du pays, qui reste sous le contrôle de trois dynasties différentes : la dynastie Liao (907-1125), du peuple Khitan, la dynastie Jin (1115-1234), du peuple Jurchen, qui succède aux Liao et chasse complètement les Song du nord de la Chine et enfin la dynastie des Xia Occidentaux, du peuple Tangoute, qui contrôle le nord-ouest du pays durant toute cette période. Toutes ces dynasties ont construit des longs murs pour se protéger des menaces venant du nord.

### Dynastie Liao
En 907, le chef Khitan Abaoji réussit à devenir khaghan de toutes les tribus khitanes du nord, jetant ainsi les bases de ce qui deviendra par la suite la dynastie Liao. En 936, les Khitan ont soutenu Shi Jingtang qui s'était révolté dans le Shanxi contre les Shatuo de la dynastie des Tang postérieurs, qui avait pris le pouvoir dans le nord de la Chine en 923. Yelü Deguang, le second fils d'Abaoji et nouveau chef des Khitan, avait convaincu Shi de fonder une nouvelle dynastie, celle des Jin postérieurs, et avait reçu en retour une région frontalière d'une grande importance stratégique, connue sous le nom des Seize Préfectures,. Grâce à cette annexion, les Khitans possédaient désormais tous les passages et fortifications qui contrôlaient l'accès aux plaines du nord de la Chine, y compris le tracé principal de la Grande Muraille.
S'établissant dans la zone de transition entre les terres agricoles et la steppe, les Khitans sont devenus semi-sédentaires comme leurs prédécesseurs Xianbei des Wei du Nord et ont commencé à utiliser les méthodes de défense chinoises. C'est ainsi qu'en 1026, les Liao ont fait construire des longs-murs qui traversaient le centre de la Mandchourie depuis le nord du Xian de Nong'an jusqu'aux rives de la rivière Songhua.

### Dynastie Jin
Lorsque les Jurchens, autrefois vassaux des Liao, se soulevèrent pour renverser leurs maîtres et établir la dynastie Jin, ils continuèrent les travaux de construction de longs-murs initiés par la défunte dynastie des Khitans avant 1138. Par la suite, d'autres longs-murs furent construits entre 1165 et 1181, pendant le règne de l'empereur Jin Shizhong, puis entre 1192 et 1203 sous le règne de son successeur, l'empereur Jin Zhangzong.
Cette longue période de construction de longs-murs a pesé sur la population, en matière d'impôts et de corvée, et provoqué une controverse. À un moment compris entre 1190 et 1196, sous le règne de Jin Zhangzong, le haut fonctionnaire Zhang Wangong (張萬公) et le Censorat ont recommandé que les travaux des longs-murs soient suspendus indéfiniment en raison d'une récente sécheresse, notant que "Ce qui a été commencé est déjà aplani par les tempêtes de sable, et forcer les gens à construire ces défenses va juste les épuiser,." Cependant, le chancelier Wanyan Xiang (完顏 襄) a convaincu l'empereur des mérites des longs-murs en mettant en avant une estimation optimiste de leur coût : "Bien que les dépenses initiales pour les murs seront d'un million de liasses de pièces, quand le travail sera achevé, la frontière sera sécurisée avec seulement la moitié du nombre actuel de soldats nécessaires pour la défendre, ce qui signifie que chaque année, vous économiserez trois millions de liasses de pièces... Les avantages seront éternels ". La construction des longs-murs a donc continué sans se relâcher. Tout ce travail a créé un vaste système de murs, qui consistait en un « mur extérieur » de 700 km allant du Heilongjiang à la Mongolie, couplé à un réseau de «murs intérieurs» de 1 000 km au nord et au nord-est de Pékin. Pris ensemble, ces longs-murs ont formé un réseau de fortifications quasiment elliptiques de 1 400 km de long et de 440 km de diamètre. Certains de ces longs-murs avaient des douves intérieures faisant de 10 à 60 m de largeur, des tours servant à envoyer des signaux, des créneaux, des parapets et des plates-formes semi-circulaires faisant saillie en dehors des murailles; une spécificité qui distingue les murs construits par les Jin de ceux de leurs prédécesseurs.
Mais des fouilles récentes effectuées sur la partie mongole de ces long-murs ont démontré que leur fonction ne se limite pas à la défense du territoire Jin. En effet, les archéologues ont fouillé une partie du mur et un fortin situé et ont découvert que ledit mur est un simple fossé accompagné d'une petite pile de terre.
Une telle construction n’ayant aucun intérêt militaire, les chercheurs ont posé comme hypothèse que cette section des longs-murs a deux fonctions :
- Marquer le territoire contrôlé par les Jin. En effet, même si leur intérêt militaire est médiocre, les fouilles ont révélé des traces d’occupation permanente des fortins par des garnisons, ce qui en fait une démonstration de puissance des Jürchens[111].
- Canaliser les flux de populations et de marchandises vers ces fortins, afin de pouvoir contrôler qui entre et sort, et de prélever des taxes sur lesdites marchandises[111].

Bref, pour citer l’article en le traduisant : "ces sections de murs concernaient davantage la gestion des mouvements des humains, des animaux et des biens que la défense contre des attaques à grande échelle venant de l'extérieur (du territoire Jin)".

### Dynastie des Xia Occidentaux
À l'ouest, les Tangoutes avaient pris le contrôle de la région de l'Ordos, où ils avaient fondé la dynastie des Xia Occidentaux. Même si ce peuple de guerriers semi-nomades n'était pas connu pour avoir construit des longs-murs, en 2011, des archéologues ont découvert 100 km de murs dans la province d'Ömnögovi, en Mongolie, dans une région qui avait fait partie autrefois du territoire des Xia. L'analyse par radiocarbone a montré qu'ils ont été construits de 1040 à 1160. Ces murs font 2,75 m de haut aux endroits où ils ont été découverts, et mesuraient peut-être 2 m de plus à l'origine. Ils ont été construits avec de la boue et du bois de saxaul, un arbuste du désert, par endroits et avec des blocs de basalte foncé dans d'autres, ce qui laisse à penser que ces roches ont pu être extraites de volcans éteints et transportées jusqu'au site de construction. Les archéologues n'ont pas encore trouvé de traces d'activité humaine à proximité de ce tronçon de mur, ce qui suggère qu'à cet endroit il pourrait être resté inachevé et jamais utilisé comme moyen de défense

## Dynastie Yuan (1279 - 1368)

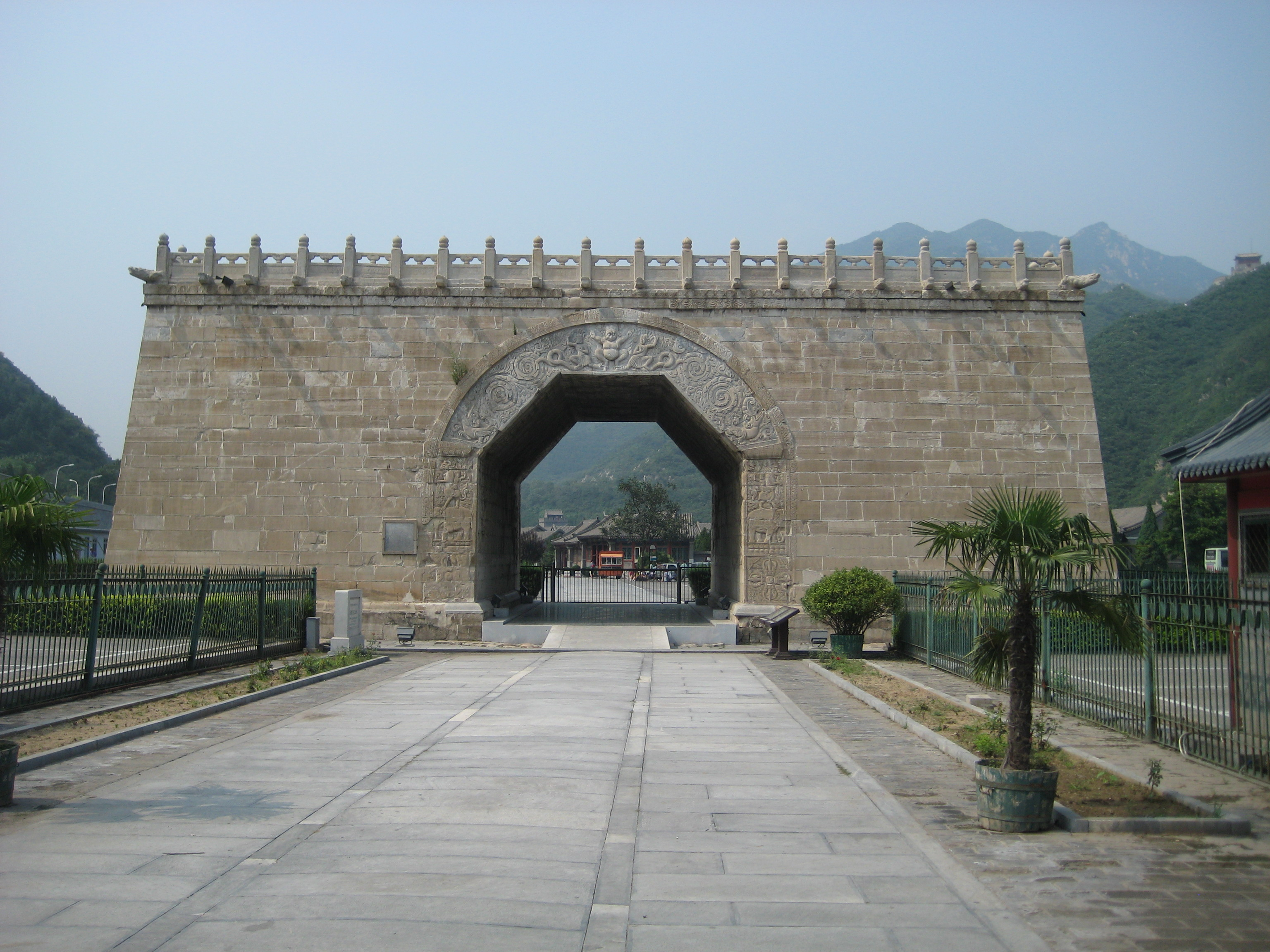
La Plateforme nuage de Juyongguan

Au XIIIe siècle, le chef mongol Gengis Khan, jadis vassal des Jurchens, se souleva contre la dynastie Jin. Lors de la conquête mongole de la dynastie Jin qui s'ensuivit, les soldats du Khan évitèrent de lancer des attaques directes contre les fortifications Jin. Au lieu de cela, quand ils le pouvaient, les Mongols lançaient simplement des chevauchées qui contournaient les longs-murs. C'est ainsi qu'en 1211, les Mongols ont contourné la puissante forteresse de Zhangjiakou et infligé une terrible défaite aux armées Jin lors de la bataille de Yehuling. Les Mongols ont également profité du ressentiment persistant des Khitans contre les Jin; les défenseurs d'origine khitane des garnisons réparties le long des murs des Jin, tels que ceux de Gubeikou, préféraient souvent se rendre aux Mongols plutôt que de les combattre. Le seul engagement majeur ayant eu lieu à proximité de la Grande Muraille des Jin se déroula au col de Juyong, qui était fortement défendu. Au lieu d'en faire le siège, le général mongol Jebe attira les défenseurs dans une embuscade, avant de franchir les portes ouvertes du col fortifié. En 1215, Gengis Khan a assiégé, pris et saccagé Yanjing, la capitale des Jin. La dynastie Jin finit par s'effondrer après le siège de Caizhou en 1234. Les Xia occidentaux étant déjà tombé en 1227, les Mongols n'ont plus qu'à mettre fin à la dynastie des Song du Sud en 1279 pour achever la réunification de la Chine.
Cet événement fait de la dynastie Yuan, fondée par Kubilai Khan, le petit-fils de Gengis Khan, la première dynastie étrangère à diriger toute la Chine. Même s'il était le Grand Khan de l'Empire mongol, Khubilaï a dû faire face à la menace des nomades des steppes, sous la forme de prétendants rivaux au titre de Grand Khan et de Mongols rebelles vivant dans le nord. Il a réagi à ces menaces en utilisant à la fois le blocus militaire et les sanctions économiques. Bien qu'il ait établi des garnisons le long de la frontière avec les steppes, soit du bassin du lac Juyan à l'extrême ouest jusqu'à Yingchang à l'est, Khubilai et les autres empereurs Yuan n'ont pas construit un seul mètre de Long-Mur supplémentaire, à l'exception de la Plateforme nuage de Juyongguan. En somme, ce n'est pas un hasard si lorsque le voyageur vénitien Marco Polo écrit ses souvenirs de son voyage en Chine pendant le règne de Khublai Khan, il ne mentionne nulle part l'existence d'une Grande Muraille.

## Dynastie Ming (1368–1644)

### Les premiers longs-murs

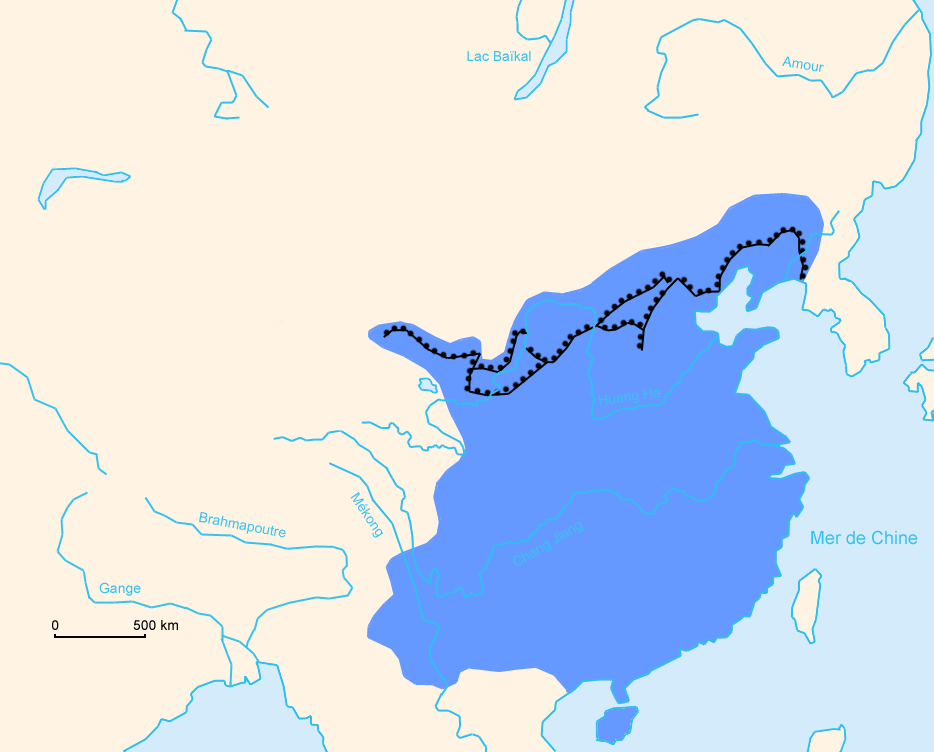
Carte du territoire contrôlé par la dynastie Ming, qui est représenté en bleu. Les longs-murs construits par les Ming, qui représentent la quasi-totalité de l'ouvrage connu sous le nom de "Grande Muraille", sont également représentés sur cette carte.

En 1368, l'empereur Hongwu (r.1368-1498) réussit à expulser de Chine les Mongols de la dynastie Yuan et fonda la dynastie Ming. Mais même si les Mongols s'enfuirent en Mongolie, et malgré de nombreuses campagnes militaire, ils restèrent un problème sérieux pour la nouvelle dynastie chinoise. Au début de son règne, Hongwu installa les «huit garnisons extérieures» au plus près de la steppe et une ligne intérieure de forts, plus faciles à défendre. Cette ligne intérieure allait, plus tard, servir de base à la création de la Grande Muraille des Ming. En 1373, alors que les forces Ming subissent des revers, Hongwu mit davantage l'accent sur la défense et adopta la suggestion de son ministre Hua Yunlong (華雲龍), qui lui avait proposé d'établir des garnisons dans 130 cols et autres points stratégiques de la région de Pékin. D'autres points fortifiés ont été créés dans les années qui ont suivi la mort de Hongwu, et finalement la frontière est protégée par un chapelet de forts allant de la mer de Bohai jusqu'à Pékin, avant de s'enfoncer plus loin dans les steppes mongoles,. Toutefois, il ne s'agit pas encore d'un système de défense linéaire et continu, mais plutôt quelque chose de local ou les murailles ne jouent pas encore un rôle prédominant, et les tactiques offensives restaient la politique dominante de l'époque. En 1421, la capitale Ming fut relocalisée de Nanjing dans le sud à Pékin dans le nord, en partie pour mieux gérer la menace mongole. Les défenses étaient alors concentrées autour de Pékin, où la pierre et la terre commençaient à remplacer la terre battue dans les points de passage stratégiques. Un premier long-mur fut érigé vers 1442 par les Ming dans le Liaodong pour protéger les colons chinois contre la menace potentielle que représentaient le peuples Jurcho-mongol des Oriyanghan. En 1467-68, ce mur a été agrandi, afin de mieux protéger la région contre les attaques des tribus Jianzhou du peuple Jürchen vivant dans le nord-est.
Pendant ce temps, les défenses extérieures ont été progressivement déplacées vers l'intérieur, sacrifiant ainsi un ancrage vital dans la zone de transition de la steppe. Malgré ce retrait, l'armée des Ming restait en position de force contre les peuples nomades venus du nord. La situation change après la crise de Tumu en 1449, qui a causé l'effondrement du système de défense des Ming, à la suite de la destruction de plus de la moitié de l'armée chinoise durant le conflit et à la capture de l'empereur Ming Yingzong par les Mongols. Cette débâcle militaire a brisé la puissance militaire chinoise qui avait tellement impressionné ses ennemis et donné aux Mongols un premier répit depuis le début de la dynastie. Après cette date, les Ming seront toujours obligés de rester sur la défensive.
La détérioration de la supériorité militaire des Ming dans la zone de transition entre la steppe et les plaines du nord avait ouvert la voie à la multiplication des raids des peuples nomades en Chine, y compris dans la si stratégique région de l'Ordos. Les attaques avaient atteint un niveau sans précédent depuis la fondation de la dynastie. Après des décennies d'hésitations entre une stratégie offensive et une politique accommodante, la décision de construire dans la région de l'Ordos les premiers vrais longs-murs depuis le début de la dynastie Ming fut vue comme un compromis acceptable dans les années 1470.

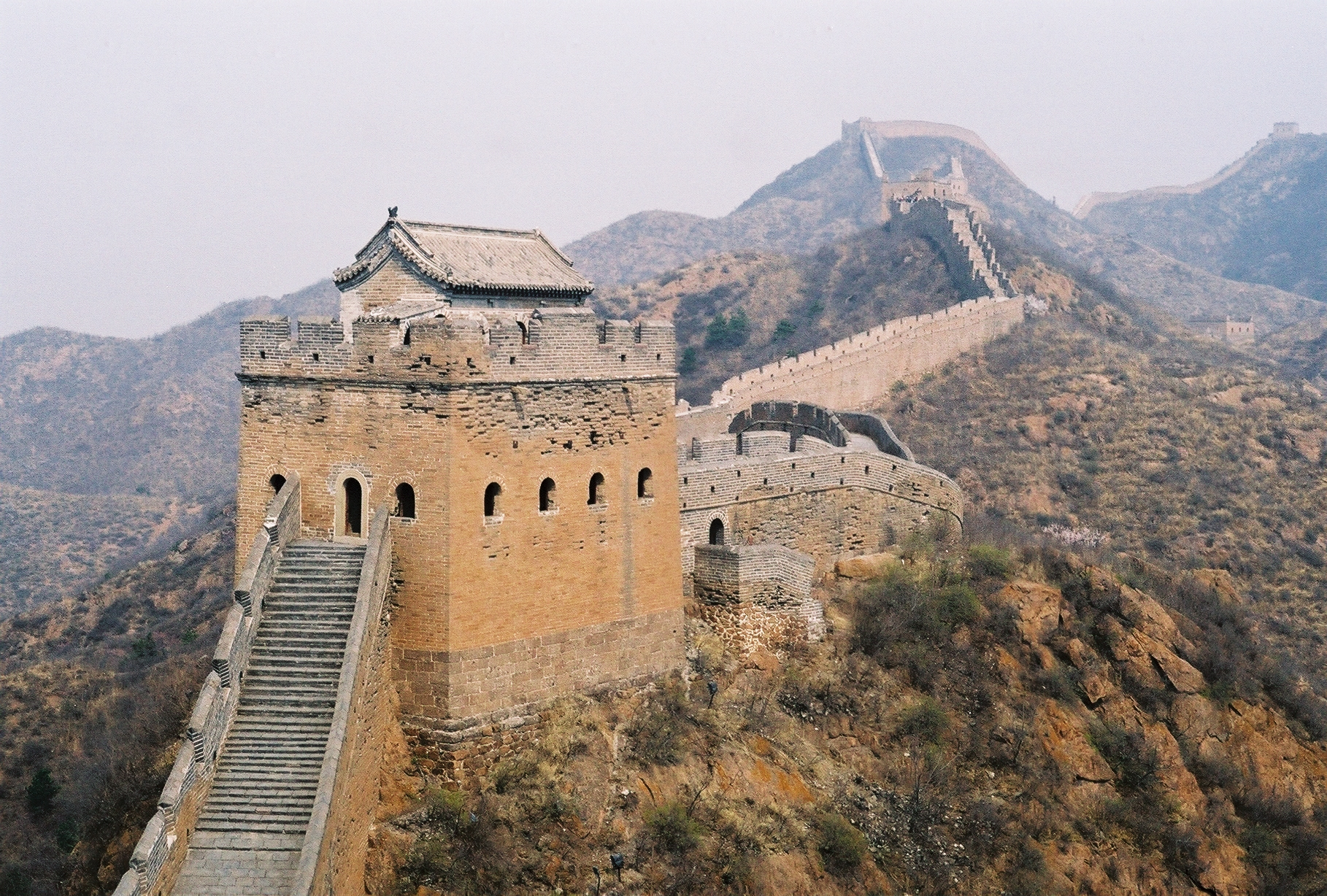
Une section de la Grande Muraille située à Jinshanling dans le Xian de Luanping, province du Hebei, Chine

C'est en août 1471 que la politique de construction de nouvelles murailles commence à se mettre en place, lorsque Yu Zijun (余子俊) (1429-1489) devient le premier conseiller de l'empereur à proposer de construire un mur dans la région de l'Ordos. Il n'est pas écouté tout de suite, car ce n'est que le 20 décembre 1472 que la cour et l'empereur approuvèrent son plan. L'année suivante, la victoire du général Wang Yue (王 越) lors de la bataille du lac salé rouge (王 越) mit fin aux incursions mongoles assez longtemps pour qu'Yu Zijun ait le temps d’achever son projet de mur en 1474. Ce long-mur, fruit d'un effort conjoint de Yu Zijun et Wang Yue, s'étend d'Hengcheng (橫 城) à Lingwu, dans le nord-ouest de la province de Ningxia, jusqu'à Qingshuiying (清水 營) au nord-est du Shaanxi, en passant par la ville de Huamachi (花 馬池 鎮) dans le Xian de Yanchi. Au total, ce nouveau long-mur fait environ 2000 lis de long et on y trouve 800 points fortifiés, des postes de garde, des tours servant à envoyer des signaux et autres types de défenses. 40 000 hommes avaient été enrôlés pour ce chantier titanesque, qui a été mené à bien en quelques mois pour un coût d'un million de taels d'argent. Ce système de défense a prouvé son efficacité en 1482, quand un grand groupe de pillards mongols a été pris au piège dans les doubles lignes de fortifications et a été vaincu par les généraux Ming. Cette victoire a été considérée comme une validation de la stratégie de Yu Zijun basée sur la construction de longs-murs par les habitants des zones frontalières. Au milieu du XVIe siècle, le mur originel de Yu dans l'Ordos était devenu un des éléments d'un système de défense étendu, basé sur deux lignes de défense : le mur de Yu, appelé «grande frontière» (大 邊, dàbiān), et une « frontière secondaire » (二 邊, èrbiān), un long-mur construit par Yang Yiqing (楊一清; 1454 - 1530) à l’arrière du premier.
Après le succès des murs de l'Ordos, Yu Zijun a proposé la construction d'un autre long-mur qui s'étendrait du coude que fait le fleuve Jaune au col de Sihaiye (四海冶口), qui se trouve dans l'actuel Xian de Yanqing, dans l'Ordos, jusqu'à Pékin, la capitale des Ming. Ce projet représente une distance de plus de 1300 lis à fortifier. S'il a été approuvé en 1485, ce projet est victime d'une campagne politique lancée par les ennemis politiques de Yu, qui insistent sur les dépassements de coûts lors de la construction des précédentes murailles. Finalement, Yu a dû abandonner le projet et prendre sa retraite la même année. Pendant plus de 50 ans après la démission de Yu, les luttes politiques au sein de la Cour Impériale des Ming ont empêché la construction de longs-murs à une échelle comparable à celle du projet de l'Ordos de Yu.
Cependant, la construction de longs-murs a tout de même continué à plus petite échelle, ce indépendamment de la politique de la Cour. Les murs de l'Ordos ont été agrandis, améliorés et réparés jusqu'au XVIe siècle. La brique et la pierre ont commencé à remplacer la terre battue comme matériau de construction des murs, car elles offraient une meilleure protection et une durée de vie plus longe. Ce changement de matériau a obligé à procéder à un certain nombre d'aménagements en matière de logistique et, inévitablement, à une augmentation drastique des coûts de construction. Au lieu d'être en mesure de puiser dans les ressources locales, les projets de construction nécessitaient désormais des briqueteries, des carrières et des voies de transport pour livrer des briques sur le chantier. En outre, des maçons ont dû être embauchés, car il est devenu très vite évident que les paysans locaux n'avaient pas le niveau technique requis pour construire un tel mur en briques. Enfin, le travail qui pouvait à l'origine être accompli par un homme en un mois avec de la terre battue nécessitait maintenant 100 hommes pour le faire avec de la pierre.

### Les longs-murs de Xuanfu-Datong et les tronçons ouest

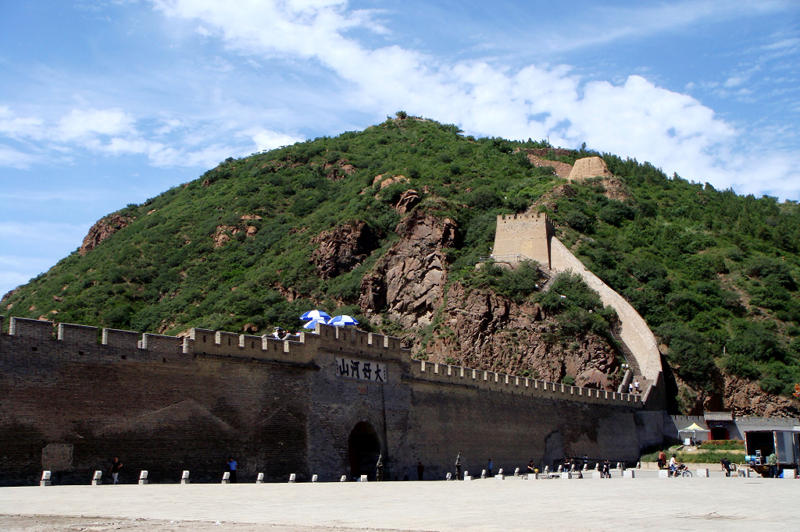
La Grande Muraille a Dajingmen, une section qui fait partie de l'extension construite sous la direction de Weng Wanda, entre 1544 et 1549. La porte visible au premier plan est un rajout datant de la dynastie Qing.

Maintenant que les Ordos étaient correctement fortifiés, les Mongols évitèrent ses murs en allant vers l'est pour envahir Datong et Xuanfu, ce qui correspond actuellement au District de Xuanhua dans la province du Hebei. Ce choix n'était pas anodin, car il s'agissait de deux garnisons importantes qui gardaient un chemin allant jusqu'à Pékin et sur lequel aucun mur n'avait été construit. En fait, il y avait bien les deux lignes de défense de Xuanfu et Datong (en abrégé «Xuan-Da») datant des Qi du Nord et des premiers empereurs Ming, mais elles s'étaient tellement détériorées que la muraille intérieure de Yang Yiqing était devenue la principale ligne de défense de la capitale.
De 1544 à 1549, Weng Wanda (翁萬達; 1498-1552) a entrepris un programme de construction de murailles défensives à une échelle sans précédent dans l'histoire chinoise. Les troupes chargées de protéger la frontière ont été redéployées le long de la muraille extérieure, de nouveaux murs et des tours servant à envoyer des signaux ont été construits, pendant que d'autres fortifications ont été restaurées et étendues le long des deux murailles. Des armes à feu et de l'artillerie ont été installées sur les murs et les tours pendant cette période, à des fins de défense et de signalisation. L'achèvement du projet a été annoncé au sixième mois de 1548. À son apogée, la portion Xuan-Da de la Grande Muraille totalisait environ 850 km de mur, certaines sections étant doublées avec deux lignes de mur, certaines triplées ou même quadruplées. La frontière extérieure était maintenant protégée par un mur appelé « frontière extérieure » (外邊, wàibiān) qui s'étendait sur 380 km du bord du fleuve Jaune au col Piantou (偏頭 關) le long de la frontière avec le Shanxi dans la province du Hebei; le mur de la « frontière intérieure » (內 邊, nèibiān) a couru au sud-est du col Piantou sur environ 400 km, pour se terminer au col Pingxing; un "mur de la rivière" (河邊, hébiān) partait également du col de Piantou et suivait le fleuve Jaune vers le sud sur environ 70 km.

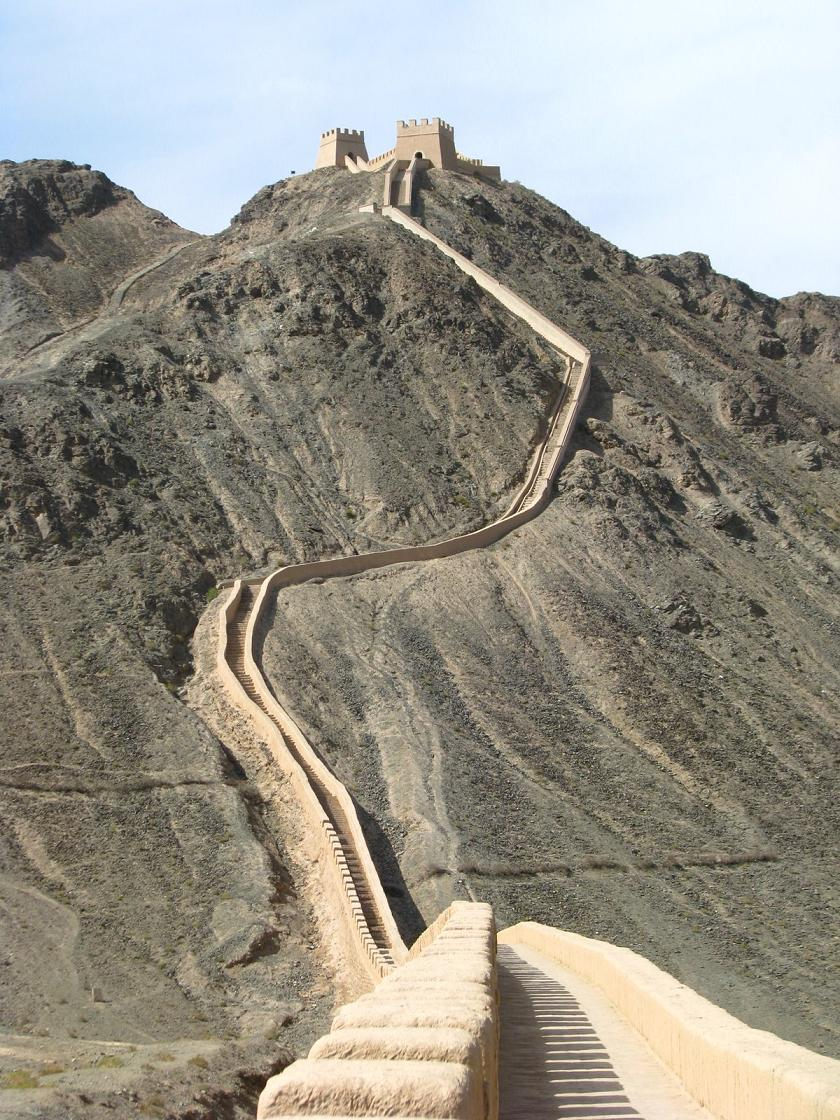
Une section de la Grande Muraille passant par les falaises d'Hanging (懸壁 長城) et menant au col de Jiayu

Comme ils l'avaient fait avec le mur de Yu Zijun dans les Ordos, les Mongols ont déplacé leurs attaques du secteur nouvellement renforcé de Xuan-Da vers des zones moins bien protégées. C'est ainsi qu'à l'ouest, la province du Shaanxi est devenue la cible des guerriers nomades qui se déplaçaient depuis la boucle du fleuve Jaune. La forteresse la plus occidentale de la Chine des Ming, celle qui défendait le col de Jiayu, a connu une amélioration substantielle de ses défenses, avec la construction de murs à partir de 1539. À partir de ce col, des long-murs ont été construits en discontinu dans le corridor du Hexi jusqu'à Wuwei, où la muraille se divisait en deux :
- La partie nord passait par Zhongwei et Yinchuan, où elle rencontrait le bord ouest de la boucle du fleuve Jaune avant de se connecter aux murs de l'Ordos,
- La partie sud traversait Lanzhou et continuait vers le nord-est jusqu'à Dingbian.

Les origines et le tracé exact de cette «boucle tibétaine» ne sont toujours pas clairement établis à l'heure actuelle.

### De Pékin a la passe de Shanhai
En 1550, les autorités chinoises ayant une fois de plus refusé une demande d'autorisation de commerce, les Mongols Toumètes d'Altan Khan ont envahi la région de Xuan-Da. Cependant, malgré plusieurs tentatives, Altan n'arrive pas à prendre Xuanfu à cause de la double ligne de fortifications construites par Weng Wanda, tandis que la garnison de Datong le soudoie pour qu'il ne l'attaque pas. Au lieu de continuer à opérer dans la région, il contourna le mur de Weng Wanda pour attaquer Gubeikou, une zone moins bien défendue située au nord-est de Pékin. De là, Altan Khan a réussi à traverser les défenses et à attaquer la banlieue de Pékin. Selon une source contemporaine, le raid aurait fait plus de 60 000 morts et 40 000 autres personnes auraient été capturées par les Mongols. En réponse à ce raid, les Ming concentrent leurs efforts de fortification de leur frontière Nord sur la région de Jizhou (薊州 鎮) et le Commandement de la Défense de Changping (昌平 鎮), soit la région où les défenses ont été percées. Plus tard dans la même année, les murs de pierre sèche de la région de Jizhou-Changping (en abrégé "Ji-Chang") ont été remplacés par d'autres construits avec de la pierre et du mortier. Ces changements de matériaux et de méthode de construction ont permis aux Chinois de construire sur des pentes plus raides et plus faciles à défendre et ont facilité la construction de systèmes de défenses tels que remparts, créneaux et autres. L'efficacité des nouveaux murs a été prouvée en 1554, lorsque les Toumètes sont revenus dans la région en espérant réitérer leur raid de 1550, avant d'être repoussés grâce aux nouveaux murs et une résistance plus acharnée des défenseurs chinois.
En 1567, la Cour Impériale réassigne au Commandement de la Défense de Ji-Chang deux généraux, Qi Jiguang et Tan Lun, connus pour leurs brillants succès dans la lutte contre les Wakō, des pirates côtiers japonais. Parallèlement, des efforts sont faits pour renforcer les défenses de la région de la capitale. Sous leur direction ambitieuse et énergique, 1200 tours en briques ont été construites le long de la Grande Muraille entre 1569 et 1571. Ces constructions sont une grande nouveauté, car c'est la première fois que l'on inclut des tours de guet creuses et habitables sur la grande muraille à une telle échelle. En effet, jusqu'à ce moment-là, la plupart des tours étaient pleines avec une petite cabane au sommet pour qu'une sentinelle soit à l'abri du temps et des flèches mongoles. À l'inverse, les tours de Ji-Chang construites à partir de 1569 étaient des structures creuses en briques, permettant aux soldats de vivre dans l'espace intérieur et d'y stocker nourriture, eau et armes, tout en se mettant à l'abri des flèches mongoles.

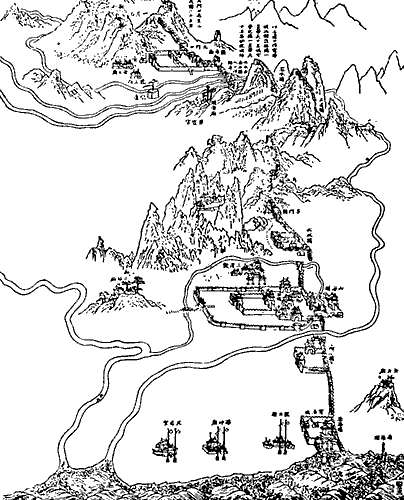
Représentation des garnisons de la passe de Shanhai à l'époque de la conquête mandchoue

Altan Khan fait finalement la paix avec la Chine, lorsque les Ming ont autorisé les Mongols à commercer dans certaines villes frontalières en 1571 ; réduisant d'autant la nécessité pour ces derniers de lancer des raids. Ceci, couplé avec les efforts de Qi et de Tan pour sécuriser la frontière, a permis le début d'une période de paix relative, ce qui n'a pas empêché les Mongols de lancer des raids mineurs de temps en temps, quand les bénéfices du pillage l'emportaient sur ceux du commerce. Cette persistance des attaques a incité les Ming à combler tous les vides existant le long de la frontière, dans les zones situées autour de Pékin. C'est ainsi que des longs-murs ont été construits dans des zones de terrain difficile autrefois considérées comme impraticables, conduisant aux vues bien connues d'une Grande Muraille en pierre serpentant dans des paysages spectaculaires que les touristes admirent encore aujourd'hui.
La construction du mur continua jusqu'à la fin de la dynastie Ming en 1644. Durant les décennies qui ont mené à la chute de la dynastie Ming, la cour Impériale des Ming et la Grande Muraille ont dû faire face à des rébellions internes simultanées et aux invasions mandchoues. En plus de leur conquête du Liaodong, les Mandchous avaient réussi à passer la Grande Muraille pour lancer des raids une première fois en 1629, avant de recommencer en 1634, 1638, et 1642. Pendant ce temps, les rebelles, menés par le chef de guerre Li Zicheng, avaient gagné en puissance et au début de l'an 1644, ce dernier fonde la dynastie Shun et marche sur la capitale des Ming depuis le Shaanxi. Son itinéraire suivait à peu près le tracé de la Grande Muraille, afin d'en neutraliser les garnisons fortifiées. Les points de défense stratégiques de Datong, Xuanfu et Juyong se sont tous rendus sans combattre, et l'Empereur Chongzhen s'est pendu le 25 avril, pendant que l'armée Shun rentrait dans Pékin,. À ce stade des opérations, la plus grande armée fidèle aux Ming encore opérationnelle dans le nord de la Chine se trouvait a la passe de Shanhai, là où la Grande Muraille rencontre la mer de Bohai. Elle était dirigée par Wu Sangui qui, coincé entre l'armée Shun et les Mandchous, décida de se rendre à ces derniers et leur ouvrit les portes de la grande muraille. Une fois de l'autre côté des longs-murs, les Mandchous battirent Li Zicheng lors de la bataille de la passe de Shanhai, avant de s'emparer de Pékin le 5 juin. Après avoir vaincu la dynastie Shun, les Mandchous ont maté un par un les derniers fidèles des Ming, avant d'établir leur domination sur toute la Chine. La dynastie Qing était née.
Les opinions concernant le rôle du mur dans la chute de la dynastie Ming sont partagées. Des historiens tels qu'Arthur Waldron et Julia Lovell critiquent cette politique de construction de murailles à grande échelle à la lumière de son échec final comme protection de la Chine. Le premier a même comparé le sort de la Grande Muraille à celui de la ligne Maginot lors de la Seconde Guerre mondiale. Cependant, le chercheur indépendant David Spindler note que le Mur, qui fait partie d'une politique étrangère complexe, a été «blâmé de manière disproportionnée», car il était la relique la plus visible de cette politique.

## Dynastie Qing (1644–1911)
L'utilité de la Grande Muraille comme ligne de défense contre les nomades du Nord devint discutable sous la dynastie Qing, puisque leur territoire englobait de vastes zones situées aussi bien à l'intérieur qu'à l'extérieur du mur. En effet, en plus de la Chine proprement dite, la Mandchourie et la Mongolie étaient sous contrôle Qing. La Grande Muraille fut, dès lors, utilisée comme le moyen de limiter les déplacements des Chinois Han dans les steppes. Dans le cas de la Mandchourie, qui est considérée comme étant la patrie sacrée par les élites dirigeantes mandchoues, certaines parties des murailles des Ming situées au Liaodong ont été réparées afin de pouvoir contrôler le mouvement des Chinois en Mandchourie, en complément de la nouvellement construite Palissade de Saules.
Culturellement, le rôle symbolique du mur en tant que ligne de séparation entre la société civilisée et la barbarie a été combattu par les Qing, qui souhaitaient affaiblir le culturalisme han que propageaient les Ming. En conséquence, aucune attention particulière n'a été accordée à la Grande Muraille jusqu'à la seconde moitié de la dynastie Qing, période à laquelle les Occidentaux ont commencé à s'intéresser à cette structure.

## L'occident et la grande muraille avant leXXesiècle

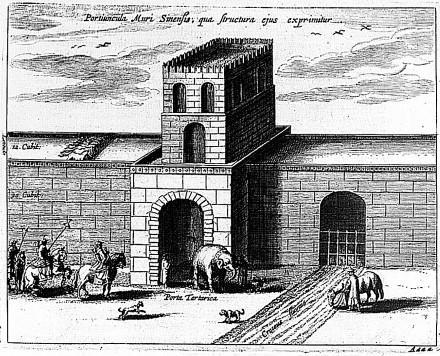
« Une porte de la muraille de Chine, expliquant sa structure ». Illustration extraite du China Illustrata d'Athanasius Kircher, 1667.

Les rumeurs concernant l'existence d'un mur colossal en Asie avaient circulé au Moyen-Orient et en Occident avant même que les premiers Européens n'arrivent en Chine par voie maritime. Dans ses écrits, l'historien de l'Antiquité tardive Ammien Marcellin (330? -395?) a mentionné « les sommets de hauts murs » enfermant la terre de Sères, le pays que les Romains croyaient être à l'extrémité orientale de la Route de la soie. Selon les légendes, les tribus de Gog et de Magog auraient été enfermées par Alexandre le Grand derrière des murs d'acier. Plus tard, les écrivains arabes et les voyageurs, tels que Rashid-al-Din Hamadani (1248-1318) et Ibn Battûta (1304-1377), auraient assimilé la Grande Muraille en Chine aux murs des romans et légendes d'Alexandre.
Peu de temps après que les Européens aient atteint la Chine des Ming au début du XVIe siècle, les récits concernant la Grande Muraille ont commencé à circuler en Europe, même s'il faut attendre encore un siècle avant qu'un Européen ne puisse la voir de ses propres yeux. Ainsi, dans son ouvrage Un traité de la Chine et les régions adjacentes, l'auteur Gaspar da Cruz (vers 1520-1570) donne une première description de la Grande Muraille qui est, selon lui, « un mur de cent lieues de longueur. Et certains affirment qu'il fait plus de cent lieues ». Un autre récit écrit par l'évêque Juan González de Mendoza (1550-1620) décrivait un mur long de cinq cents lieues, mais suggérait que cent lieues seulement étaient construites par l'homme, le reste étant des formations rocheuses naturelles. Le prêtre jésuite Matteo Ricci (1552-1610) mentionna la Grande Muraille une seule fois dans son journal, notant l'existence d '"un mur énorme de quatre cent cinq mille de long" qui faisait partie des défenses nord de l'Empire Ming.
Ce n'est qu'au début des années 1600 que des Européens peuvent véritablement voir la Grande Muraille au lieu de se contenter de descriptions de seconde main. Le premier Européen entrant réellement en Chine via la Grande Muraille est le frère jésuite portugais Bento de Góis qui a traversé le col de Jiayu, situé au nord-ouest de l'Inde, en 1605. Le rapport établit en 1619 par Ivan Petlin à la suite de sa mission d'ambassadeur de Russie offre un récit précoce et de première main basé sur un contact personnel avec la Grande Muraille. En effet, il mentionne qu'au cours de son voyage, son ambassade a longé la Grande Muraille pendant dix jours.

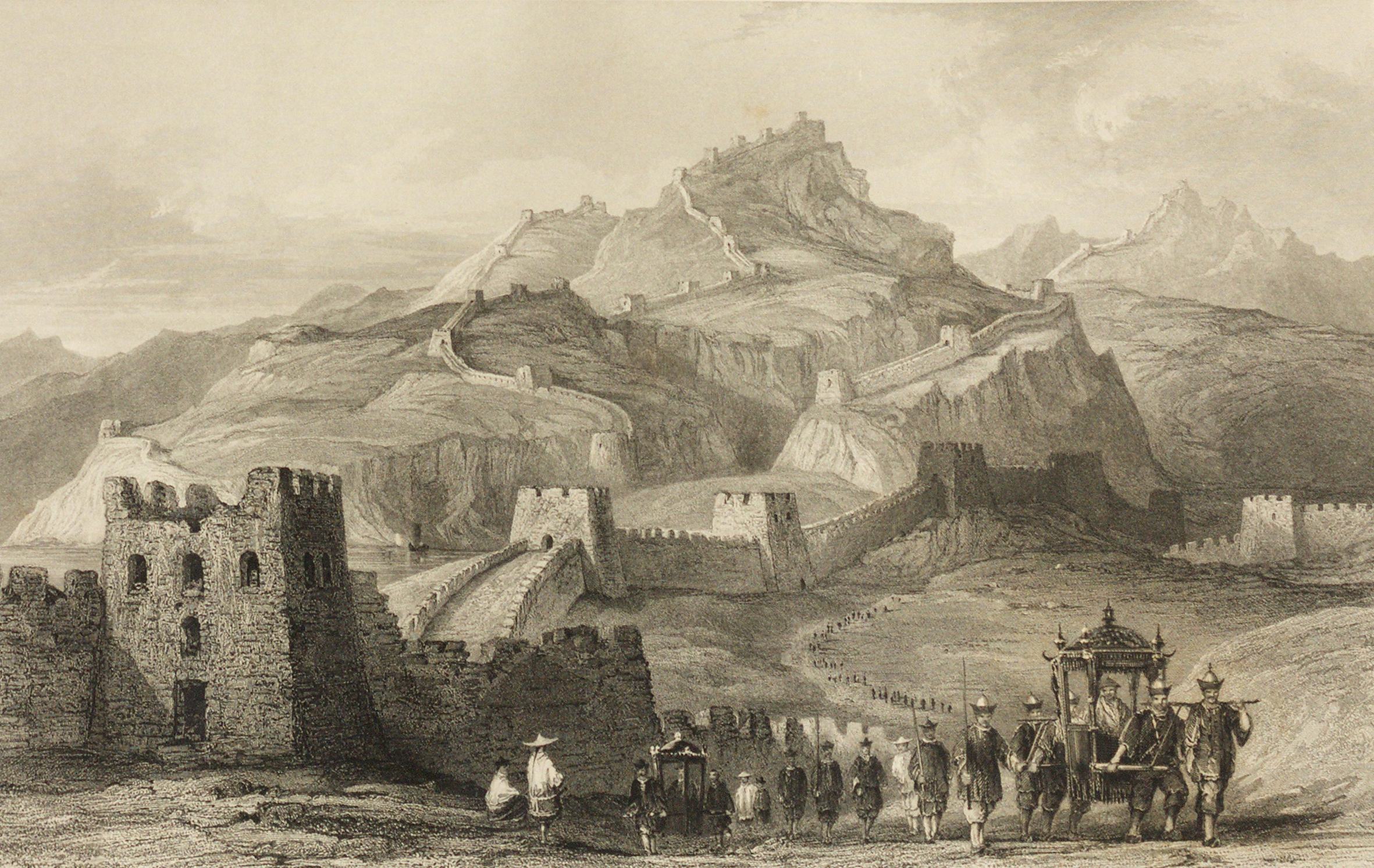
La Grande Muraille, telle qu'elle est décrite dans China, in a series of views, un ouvrage de Thomas Allom paru en 1845

Les premiers comptes-rendus européens sur la grande muraille étaient pour la plupart modestes et empiriques, reflétant de manière étroite le point de vue des Chinois de l'époque sur les longs-murs. Cependant, lorsque la Grande Muraille des Ming a commencé à prendre petit à petit la forme qu'elle a aujourd'hui, les comptes-rendus étrangers sur les Longs-Murs ont lentement, mais surement, sombré dans l'hyperbole. Ainsi, dans l'Atlas Sinensis publié en 1665, le jésuite Martino Martini décrivait des tronçons particulièrement travaillés et atypiques de la Grande Muraille, sauf que dans son texte il fait croire que tous les longs-murs de la frontière nord étaient bâtis en suivant ce modèle. En outre, Martini a identifié à tort le mur des Ming comme étant le même mur que celui construit par Qin Shi Huang au IIIe siècle av. J.-C., exagérant ainsi à la fois l'ancienneté de la Grande Muraille et sa taille. Cette idée fausse a été aggravée par le China Illustrata du père Athanasius Kircher (1602-1680), dans lequel on trouve des illustrations représentant la Grande Muraille non telle qu'elle est réellement mais telle qu'elle est imaginée par un illustrateur européen. Tous ces récits et d'autres témoignages de missionnaires en Chine ont contribué à lancer la mode de l'orientalisme au dix-huitième siècle, dans lequel une Chine mythique et sa grande muraille exagérée occupent une place importante. C'est ainsi que le philosophe Voltaire (1694-1774) a souvent écrit sur la Grande Muraille, bien que ses sentiments envers elle oscillent entre l'admiration sans réserve et la condamnation comme un «monument à la peur». En 1793, l'ambassade Macartney (en) traversa la Grande Muraille à Gubeikou, alors que les ambassadeurs étaient en route pour voir l'empereur Qianlong à Chengde, où il se trouvait dans le cadre de la chasse impériale annuelle (en). John Barrow, un des membres de l'ambassade qui fut plus tard le fondateur de la Royal Geographical Society, calcula de manière erronée que la quantité de pierre dans le mur était équivalente à celle de "toutes les maisons d'Angleterre et d'Écosse" et permettrait de faire deux fois le tour de la Terre au niveau de l'équateur. Les illustrations de la Grande Muraille réalisées par le lieutenant Henry William Parish lors de cette mission seront reproduites dans des travaux influents tels que China, in a series of views, publié en 1845 par Thomas Allom.
C'est la diffusion de plus en plus importante de telles œuvres qui a amené de nombreux visiteurs étrangers à la Grande Muraille après l'ouverture de la Chine, à la suite de sa défaite lors des guerres de l'opium du milieu du XIXe siècle. En effet, après avoir été vaincue, la Chine avait signé une série de traités, surnommé les traités inégaux, avec la Grande-Bretagne et d'autres puissances occidentales, qui l'avaient obligée à ouvrir ses frontières aux étrangers. Parmi les destinations populaires de ces nouveaux visiteurs de la grande muraille, on trouve le col de Juyong près de Pékin et la «vieille tête de dragon», l'endroit où la Grande Muraille rencontre la mer au niveau du col de Shanhai.
Les récits de voyage de la fin du XIXe siècle ont à leur tour contribué à l'élaboration et à la propagation du mythe de la Grande Muraille. Parmi les exemples de mythes naissant ou s'amplifiant à cette époque, on trouve la croyance fausse mais répandue voulant que la Grande Muraille de Chine soit visible depuis la Lune, ou Mars.

## La Chine moderne (1911–présent)

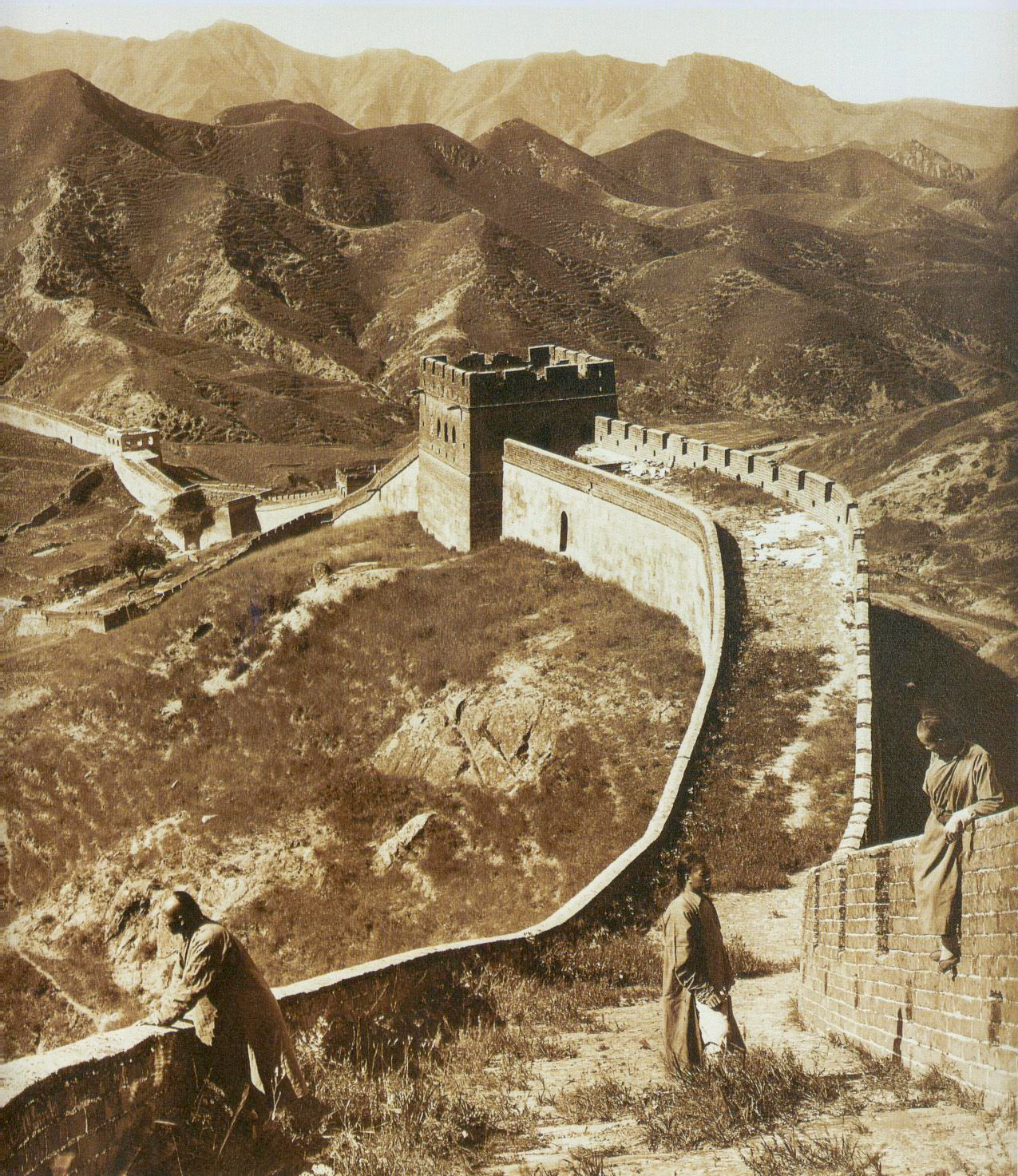
La Grande Muraille en 1907

En 1911, la Chine est secouée par la révolution Xinhai, qui se conclut par la chute de la dynastie Qing. Les révolutionnaires, dirigés par Sun Yat-sen, étaient soucieux de créer un nouveau sentiment d'identité nationale, pour regrouper les Chinois et sortir plus vite du chaos de l'ère post-impériale. À cette époque, certains universitaires chinois, tels que Liang Qichao, tentaient de contrer la version fantasmée de la Grande Muraille née en Occident. À l'inverse, Sun Yat-sen estimait que le mur de Qin Shi Huang avait permis de préserver la race chinoise et que sans la grande muraille, la culture chinoise n'aurait pas réussi à évoluer et à réussir à s'étendre vers le sud et à assimiler les cultures des conquérants étrangers. Un tel soutien du "Père de la Chine moderne" a commencé à transformer la Grande Muraille en un symbole national dans la conscience chinoise, bien que cette transformation ait été entravée par les conflits existants entre les différents courants nationalistes concernant ce que devait être la "nouvelle Chine" naissante.
L'échec de la toute nouvelle République de Chine attisa la désillusion envers la culture traditionnelle chinoise et facilita la naissance du Mouvement de la Nouvelle Culture et du Mouvement du 4 Mai durant les années 1910 et 1920. Ces mouvements visaient à libérer la trajectoire future de la Chine des entraves de son passé. Naturellement, la Grande Muraille de Chine a été attaquée comme un symbole du passé. Par exemple, Lu Xun, un écrivain influent de cette période, a sévèrement critiqué la «Grande Muraille puissante et maudite» dans un court essai : «En réalité, cela n'a jamais servi qu'à faire travailler en vain d'innombrables travailleurs jusqu'à leur mort. [Elle] entoure tout le monde. "
Le conflit sino-japonais (1931-1945) a remis la Grande Muraille au premier plan aux yeux des Chinois. En effet, lors de l'épisode de la Défense de la Grande Muraille, qui a eu lieu en 1933, des soldats chinois insuffisamment équipés ont tenu pendant plusieurs mois face à des soldats japonais deux fois plus nombreux qu'eux. Utilisant la couverture de la Grande Muraille, les Chinois, qui n'avaient parfois que des grandes épées comme seules armes, réussirent à repousser une attaque japonaise soutenue par des bombardements aériens. Une fois les forces chinoises finalement vaincues, la trêve de Tanggu qui fit suite à ces combats, stipulait que la Grande Muraille devait devenir une zone démilitarisée séparant la Chine et le nouvel État fantoche pro-japonais du Mandchoukouo. Même ainsi, la défense acharnée de la Grande Muraille par ces soldats en fait un symbole du patriotisme chinois et de la détermination du peuple chinois. Le leader communiste chinois Mao Zedong a repris ce symbole dans sa poésie (en) lors de sa «longue marche», lancée pour échapper aux poursuites du Kuomintang. C'est en 1935, vers la fin de la marche, que Mao a écrit le poème "Mont Liupan", dans lequel on trouve une citation devenue célèbre, qui est actuellement gravée dans la pierre le long de la Grande Muraille : "Ceux qui ne parviennent pas à atteindre la Grande Muraille ne sont pas les vrais hommes "(不到 长城 非 好汉). Une autre référence remarquable à la Grande Muraille est présente dans la chanson "La Marche des Volontaires" :

« :Debout ! Les gens qui ne veulent plus être des esclaves !
C'est avec notre chair que nous bâtirons notre nouvelle Grande Muraille !
source : "La Marche des Volontaires" »

Ce texte vient d'une strophe d'un poème de Tian Han de 1934 intitulé "La Grande Muraille". La chanson, qui a été écrite pour le film anti-japonais Enfants de Chine (Children of Troubled Times), jouit toujours d'une grande popularité en Chine et a été choisie comme hymne national provisoire de la République populaire de Chine (RPC) lors de sa création en 1949,.

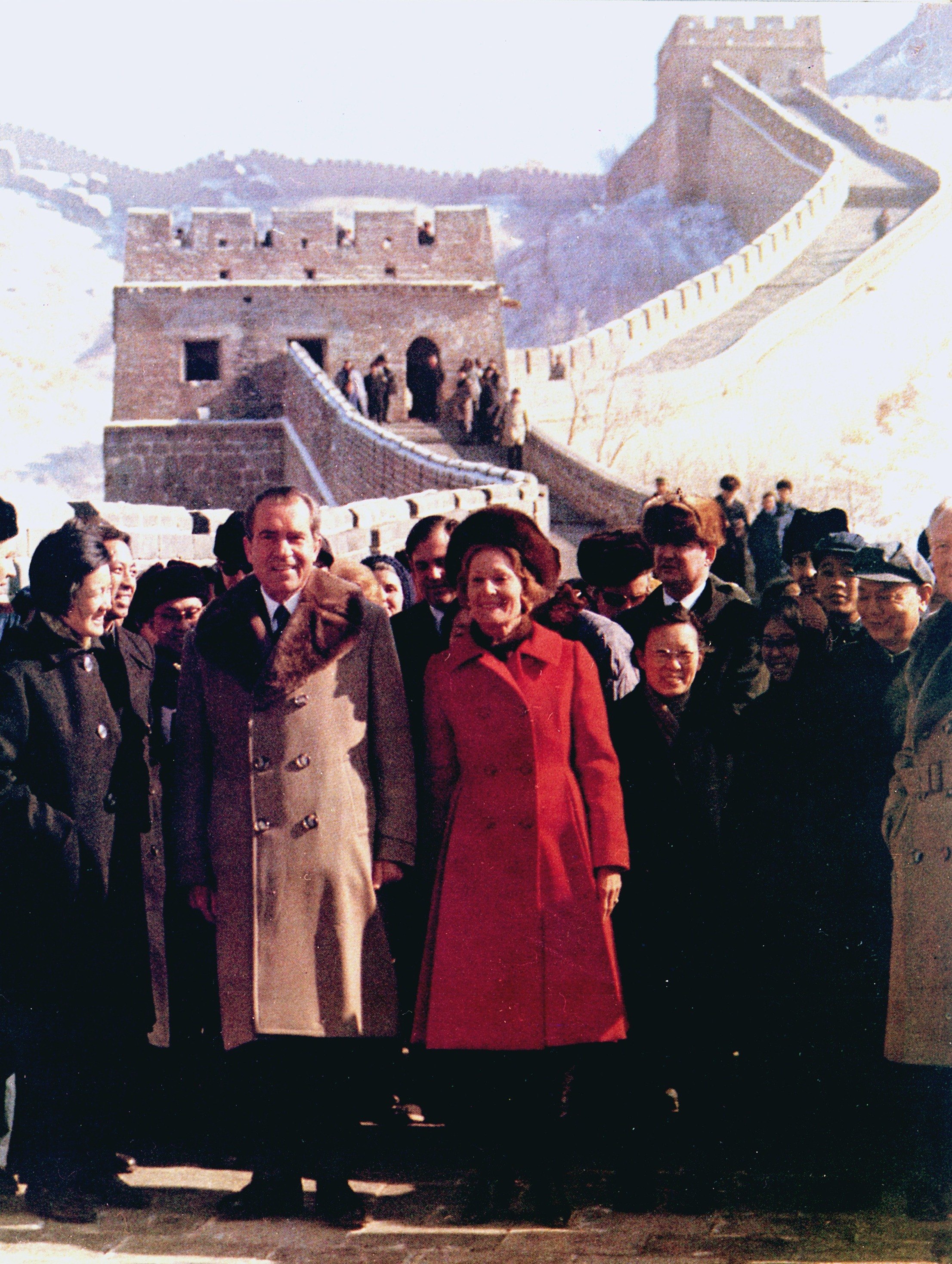
Richard Nixon, président des États-Unis, visitant la Grande Muraille en 1972

En 1952, Guo Moruo, un érudit devenu bureaucrate, a présenté la première proposition moderne de rénovation de la Grande Muraille. Cinq ans plus tard, la section de Badaling, tout jute rénovée, est devenu la première section ouverte au public depuis la création de la République populaire de Chine. La Grande Muraille de Badaling est depuis devenue un passage obligé pour les dignitaires étrangers qui viennent en Chine, à commencer par le Premier ministre népalais Bishweshwar Prasad Koirala en 1960, et, notamment, le président américain Richard Nixon lors de sa visite historique en Chine en 1972. À ce jour, Badaling est toujours le tronçon le plus visité de la Grande Muraille.
D'autres tronçons ne se sont pas en si bon état. En effet, pendant la Révolution culturelle (1966-1976), des centaines de kilomètres de la Grande Muraille - déjà endommagés par les guerres du siècle dernier et érodées par le vent et la pluie - ont été délibérément détruits par des gardes rouges qui la considéraient comme faisant partie des "Quatre Vieilleries" à éradiquer dans la nouvelle Chine. Des machines d'extraction et même de la dynamite ont été utilisées pour détruire le mur et les matériaux ainsi extraits ont été utilisés pour de nouvelles constructions.
Lorsque la Chine a ouvert ses portes dans les années 1980, le leader réformiste Deng Xiaoping a lancé la campagne «Aimez notre Chine et restaurez notre muraille» (爱我中华，修我长城) pour réparer et préserver la Grande Muraille. La Grande Muraille a été inscrite sur la liste du Patrimoine mondial de l'Unesco en 1987. Cependant, alors que le tourisme a explosé au fil des ans, les méthodes de restauration ont laissé des sections de la Grande Muraille près de Pékin "ressemblant à un décor hollywoodien", pour reprendre les mots du National Geographic News. Les tronçons moins importants de la Grande Muraille n'ont pas reçu autant d'attention. En 2002, le Fonds mondial pour les monuments basé à New York a placé la Grande Muraille sur sa liste des 100 sites les plus menacés au monde. En 2003, le gouvernement chinois a commencé à promulguer des lois pour protéger la Grande Muraille.

## Historiographie
En Chine, l'un des premiers individus à tenter une histoire multi-dynastique de la Grande Muraille fut le savant Gu Yanwu au XVIIe siècle. Plus récemment, dans les années 1930 et 1940, Wang Guoliang (王國良) et Shou Pengfei (壽 鵬飛) ont rédigé des études exhaustives qui ont permis de recenser les documents littéraires existants et de cartographier les tracés des premiers murs frontaliers. Cependant, ces efforts étaient basés uniquement sur des documents écrits qui contiennent des noms de lieux obscurs et des références littéraires insaisissables.
Le développement de l'archéologie moderne a beaucoup contribué à l'étude de la Grande Muraille, soit en corroborant la recherche existante, soit en la réfutant. Cependant, ces efforts ne donnent pas encore une image complète de l'histoire de la Grande Muraille, car de nombreux sites de longs-murs datant de la période des Six Dynasties (220-589) ont été recouverts par la grande muraille des Ming.

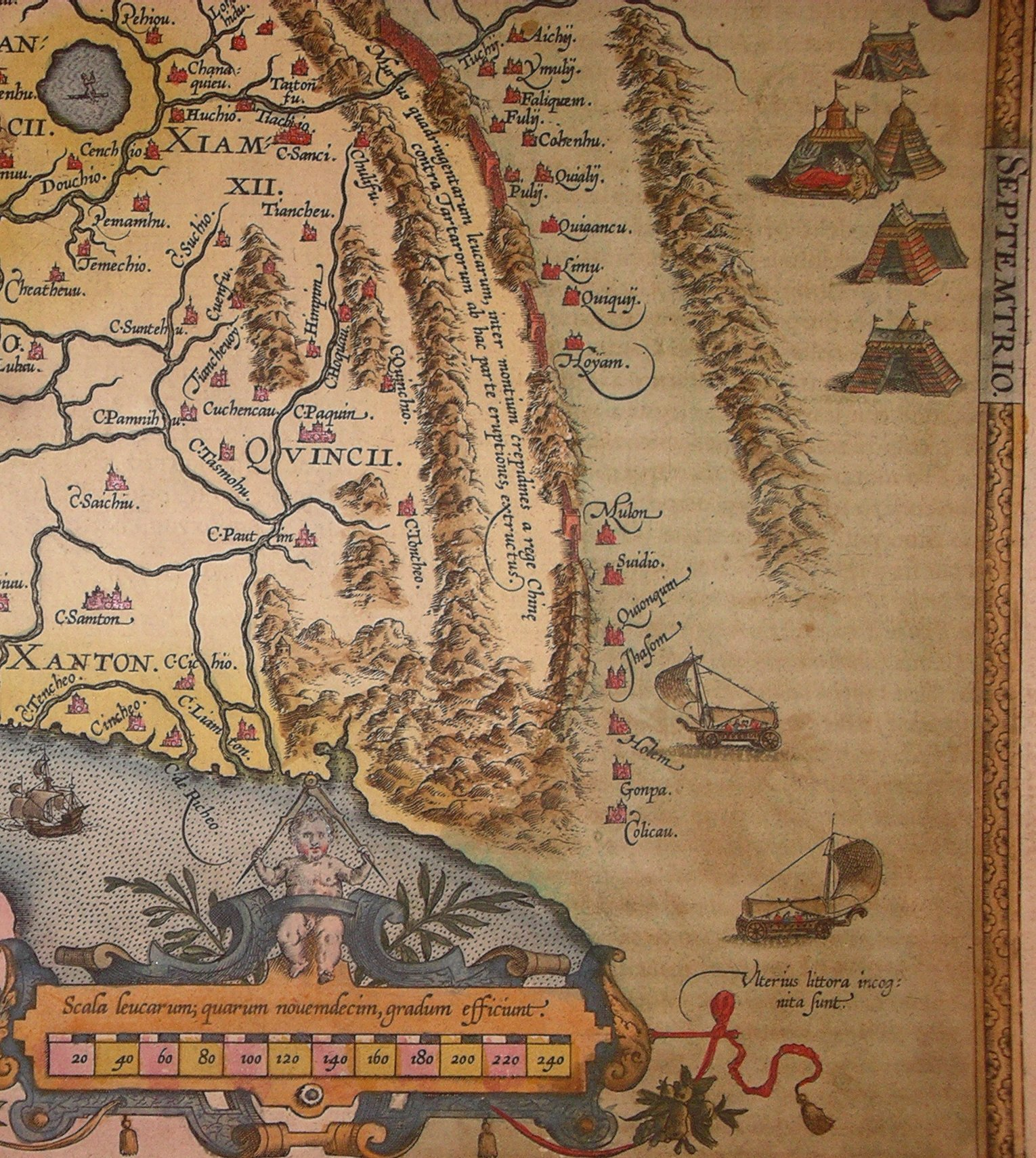
La première carte de la Chine imprimée dans un atlas européen, gravée par Abraham Ortelius (1584), montre une série de murs coincés entre des montagnes protégeant le pays contre les Tartares, représentés par des yourtes

Jusqu'à récemment, les connaissances occidentales sur la Grande Muraille étaient affectées par des idées fausses dérivées des récits traditionnels concernant le Mur. Quand les jésuites ramenèrent en Occident les premiers rapports concernant les Longs-Murs, les savants européens furent intrigués que Marco Polo n'ait pas mentionné une «Grande Muraille», probablement déjà construite, dans ses Voyages. Certains érudits du XVIIe siècle ont émis l’hypothèse que la muraille avait dû être construite sous la dynastie Ming, soit bien après le passage de Marco Polo. Ce point de vue fut bientôt remplacé par un autre qui, allant à l'encontre de Polo, prétendait que le marchand vénitien était venu en Chine par le sud et n'était donc pas passé à proximité du Mur. C'est cette hypothèse qui a permis à l'affirmation erronée du Père Martino Martini selon laquelle le Mur avait «duré jusqu'à nos jours sans dommage ni destruction» depuis l'époque de Qin, d'être acceptée comme un fait par les philosophes du XVIIIe siècle.
Depuis lors, de nombreux chercheurs ont travaillé en prenant comme base la croyance selon laquelle la Grande Muraille a continuellement défendu la frontière chinoise contre les nomades des steppes pendant deux mille ans. Par exemple, au XVIIIe siècle le sinologue Joseph de Guignes, attribue une importance macrohistorique à la grande muraille, quand il avance sa théorie selon laquelle la construction de ces murs par les Qin a forcé les Xiongnu à migrer vers l'Europe, où ils ont été connus sous le nom de "Huns et ont contribué au déclin de l'Empire romain. Certains ont tenté de baser des hypothèses générales sur la société chinoise et la politique étrangère de la Chine sur la conception d'une Grande Muraille pérenne. C'est ainsi que Karl Marx a utilisé ce Mur pour représenter la stagnation de la société et de l'économie chinoise, qu'Owen Lattimore a supposé que la Grande Muraille démontrait la nécessité de séparer le mode de vie nomade de celui des communautés agricoles de la Chine, et John King Fairbank a postulé que le Mur a joué un rôle dans le maintien d'une vision sinocentrique de l'ordre mondial.
Malgré l'importance que semblait avoir la Grande Muraille, l'examen du Mur lui-même d'un point de vue historiographique resta limité au cours du XXe siècle. Joseph Needham déplora cette disette textuelle alors qu'il compilait la section sur les longs-murs de sa Science and Civilisation in China : « Les descriptions de la Grande Muraille par les voyageurs ne manquent pas, mais les études basées sur l'érudition moderne sont rares, que ce soit en chinois ou dans les langues occidentales. " En 1990, Arthur Waldron publie l'influent The Great Wall: From History to Myth, où il conteste l'idée d'une Grande Muraille existant de manière continue depuis l'Antiquité, la rejetant comme un mythe moderne. L'approche de Waldron a incité les chercheurs occidentaux à procéder à un réexamen de la Grande Muraille. Pourtant, en 2008, il n'y a pas encore de texte ou d'étude consacré à la Grande Muraille faisant autorité, et ce dans quelque langue que ce soit. Selon Peter Hessler, journaliste du magazine américain The New Yorker, ce manque est dû au fait que la Grande Muraille ne s'intègre ni dans l'étude des institutions politiques, qui ont les faveurs des historiens chinois, ni dans la fouille des tombes, qui ont les faveurs des archéologues chinois. Une partie du vide laissé par le monde académique est en train d'être comblée par des recherches indépendantes menées par des personnes portant un grand intérêt à la Grande Muraille tels que Cheng Dalin (成大 林), ancien journaliste de Xinhua, et David Spindler, chercheur indépendant qui s'autofinance.

## Voir également
- Histoire de la Chine
- Histoire de l'Asie centrale
- Relations étrangères de la Chine impériale
- Meng Jiangnü, une légende chinoise très populaire ayant pour cadre la grande muraille